# Llista d'asteroides (193001-194000)
Llista d'asteroides del 193001 al 194000, amb data de descoberta i descobridor. És un fragment de la llista d'asteroides completa. Als asteroides se'ls dona un número quan es confirma la seva òrbita, per tant apareixen llistats aproximadament segons la data de descobriment.
Contingut: 193001... 193101... 193201... 193301... 193401... 193501... 193601... 193701... 193801... 193901... 

| Nom           | Designació provisional | Data de descobriment   | Lloc de descobriment | Descobridor/s          |
| 193001-193100 | 193001-193100          | 193001-193100          | 193001-193100        | 193001-193100          |
| ------------- | ---------------------- | ---------------------- | -------------------- | ---------------------- |
| 193001 -      | 2000 DZ114             | 27 de febrer de 2000   | Kitt Peak            | Spacewatch             |
| 193002 -      | 2000 DZ116             | 25 de febrer de 2000   | Kitt Peak            | Spacewatch             |
| 193003 -      | 2000 EO2               | 3 de març de 2000      | Socorro              | LINEAR                 |
| 193004 -      | 2000 EJ5               | 2 de març de 2000      | Kitt Peak            | Spacewatch             |
| 193005 -      | 2000 ER5               | 2 de març de 2000      | Kitt Peak            | Spacewatch             |
| 193006 -      | 2000 ES9               | 3 de març de 2000      | Socorro              | LINEAR                 |
| 193007 -      | 2000 ER11              | 4 de març de 2000      | Socorro              | LINEAR                 |
| 193008 -      | 2000 EH16              | 3 de març de 2000      | Socorro              | LINEAR                 |
| 193009 -      | 2000 EA18              | 4 de març de 2000      | Socorro              | LINEAR                 |
| 193010 -      | 2000 EJ18              | 4 de març de 2000      | Socorro              | LINEAR                 |
| 193011 -      | 2000 EO19              | 5 de març de 2000      | Socorro              | LINEAR                 |
| 193012 -      | 2000 EV25              | 8 de març de 2000      | Kitt Peak            | Spacewatch             |
| 193013 -      | 2000 EP26              | 8 de març de 2000      | Socorro              | LINEAR                 |
| 193014 -      | 2000 EC33              | 5 de març de 2000      | Socorro              | LINEAR                 |
| 193015 -      | 2000 EN37              | 8 de març de 2000      | Socorro              | LINEAR                 |
| 193016 -      | 2000 EQ38              | 8 de març de 2000      | Socorro              | LINEAR                 |
| 193017 -      | 2000 EF42              | 8 de març de 2000      | Socorro              | LINEAR                 |
| 193018 -      | 2000 EV42              | 8 de març de 2000      | Socorro              | LINEAR                 |
| 193019 -      | 2000 EX42              | 8 de març de 2000      | Socorro              | LINEAR                 |
| 193020 -      | 2000 EE51              | 3 de març de 2000      | Kitt Peak            | Spacewatch             |
| 193021 -      | 2000 EU52              | 3 de març de 2000      | Kitt Peak            | Spacewatch             |
| 193022 -      | 2000 EA57              | 8 de març de 2000      | Socorro              | LINEAR                 |
| 193023 -      | 2000 ET57              | 8 de març de 2000      | Socorro              | LINEAR                 |
| 193024 -      | 2000 ET60              | 10 de març de 2000     | Socorro              | LINEAR                 |
| 193025 -      | 2000 EQ61              | 10 de març de 2000     | Socorro              | LINEAR                 |
| 193026 -      | 2000 EJ66              | 10 de març de 2000     | Socorro              | LINEAR                 |
| 193027 -      | 2000 EX67              | 10 de març de 2000     | Socorro              | LINEAR                 |
| 193028 -      | 2000 EX70              | 10 de març de 2000     | Catalina             | CSS                    |
| 193029 -      | 2000 EB74              | 10 de març de 2000     | Kitt Peak            | Spacewatch             |
| 193030 -      | 2000 EU74              | 11 de març de 2000     | Kitt Peak            | Spacewatch             |
| 193031 -      | 2000 EV76              | 5 de març de 2000      | Socorro              | LINEAR                 |
| 193032 -      | 2000 ED80              | 5 de març de 2000      | Socorro              | LINEAR                 |
| 193033 -      | 2000 EV91              | 9 de març de 2000      | Socorro              | LINEAR                 |
| 193034 -      | 2000 ED115             | 10 de març de 2000     | Kitt Peak            | Spacewatch             |
| 193035 -      | 2000 EH127             | 11 de març de 2000     | Anderson Mesa        | LONEOS                 |
| 193036 -      | 2000 EP127             | 11 de març de 2000     | Anderson Mesa        | LONEOS                 |
| 193037 -      | 2000 ET128             | 11 de març de 2000     | Anderson Mesa        | LONEOS                 |
| 193038 -      | 2000 ER130             | 11 de març de 2000     | Anderson Mesa        | LONEOS                 |
| 193039 -      | 2000 ES133             | 11 de març de 2000     | Anderson Mesa        | LONEOS                 |
| 193040 -      | 2000 EC160             | 3 de març de 2000      | Socorro              | LINEAR                 |
| 193041 -      | 2000 ER160             | 3 de març de 2000      | Socorro              | LINEAR                 |
| 193042 -      | 2000 EO162             | 3 de març de 2000      | Socorro              | LINEAR                 |
| 193043 -      | 2000 EF174             | 4 de març de 2000      | Socorro              | LINEAR                 |
| 193044 -      | 2000 FL2               | 25 de març de 2000     | Kitt Peak            | Spacewatch             |
| 193045 -      | 2000 FE6               | 25 de març de 2000     | Kitt Peak            | Spacewatch             |
| 193046 -      | 2000 FS8               | 29 de març de 2000     | Kitt Peak            | Spacewatch             |
| 193047 -      | 2000 FW11              | 28 de març de 2000     | Socorro              | LINEAR                 |
| 193048 -      | 2000 FW14              | 29 de març de 2000     | Socorro              | LINEAR                 |
| 193049 -      | 2000 FJ27              | 27 de març de 2000     | Anderson Mesa        | LONEOS                 |
| 193050 -      | 2000 FS28              | 27 de març de 2000     | Anderson Mesa        | LONEOS                 |
| 193051 -      | 2000 FB29              | 27 de març de 2000     | Anderson Mesa        | LONEOS                 |
| 193052 -      | 2000 FE33              | 29 de març de 2000     | Socorro              | LINEAR                 |
| 193053 -      | 2000 FE39              | 29 de març de 2000     | Socorro              | LINEAR                 |
| 193054 -      | 2000 FR43              | 29 de març de 2000     | Socorro              | LINEAR                 |
| 193055 -      | 2000 FJ45              | 29 de març de 2000     | Socorro              | LINEAR                 |
| 193056 -      | 2000 FY50              | 29 de març de 2000     | Kitt Peak            | Spacewatch             |
| 193057 -      | 2000 FR51              | 29 de març de 2000     | Kitt Peak            | Spacewatch             |
| 193058 -      | 2000 FE64              | 29 de març de 2000     | Socorro              | LINEAR                 |
| 193059 -      | 2000 FS66              | 25 de març de 2000     | Kitt Peak            | Spacewatch             |
| 193060 -      | 2000 GL                | 2 d'abril de 2000      | Prescott             | P. G. Comba            |
| 193061 -      | 2000 GP                | 1 d'abril de 2000      | Kitt Peak            | Spacewatch             |
| 193062 -      | 2000 GJ5               | 4 d'abril de 2000      | Socorro              | LINEAR                 |
| 193063 -      | 2000 GF7               | 4 d'abril de 2000      | Socorro              | LINEAR                 |
| 193064 -      | 2000 GD9               | 5 d'abril de 2000      | Socorro              | LINEAR                 |
| 193065 -      | 2000 GB12              | 5 d'abril de 2000      | Socorro              | LINEAR                 |
| 193066 -      | 2000 GW13              | 5 d'abril de 2000      | Socorro              | LINEAR                 |
| 193067 -      | 2000 GZ13              | 5 d'abril de 2000      | Socorro              | LINEAR                 |
| 193068 -      | 2000 GE15              | 5 d'abril de 2000      | Socorro              | LINEAR                 |
| 193069 -      | 2000 GS17              | 5 d'abril de 2000      | Socorro              | LINEAR                 |
| 193070 -      | 2000 GB21              | 5 d'abril de 2000      | Socorro              | LINEAR                 |
| 193071 -      | 2000 GJ23              | 5 d'abril de 2000      | Socorro              | LINEAR                 |
| 193072 -      | 2000 GF24              | 5 d'abril de 2000      | Socorro              | LINEAR                 |
| 193073 -      | 2000 GN25              | 5 d'abril de 2000      | Socorro              | LINEAR                 |
| 193074 -      | 2000 GF26              | 5 d'abril de 2000      | Socorro              | LINEAR                 |
| 193075 -      | 2000 GX29              | 5 d'abril de 2000      | Socorro              | LINEAR                 |
| 193076 -      | 2000 GT30              | 5 d'abril de 2000      | Socorro              | LINEAR                 |
| 193077 -      | 2000 GV30              | 5 d'abril de 2000      | Socorro              | LINEAR                 |
| 193078 -      | 2000 GB31              | 5 d'abril de 2000      | Socorro              | LINEAR                 |
| 193079 -      | 2000 GD34              | 5 d'abril de 2000      | Socorro              | LINEAR                 |
| 193080 -      | 2000 GW36              | 5 d'abril de 2000      | Socorro              | LINEAR                 |
| 193081 -      | 2000 GZ36              | 5 d'abril de 2000      | Socorro              | LINEAR                 |
| 193082 -      | 2000 GS37              | 5 d'abril de 2000      | Socorro              | LINEAR                 |
| 193083 -      | 2000 GD44              | 5 d'abril de 2000      | Socorro              | LINEAR                 |
| 193084 -      | 2000 GA53              | 5 d'abril de 2000      | Socorro              | LINEAR                 |
| 193085 -      | 2000 GO63              | 5 d'abril de 2000      | Socorro              | LINEAR                 |
| 193086 -      | 2000 GP64              | 5 d'abril de 2000      | Socorro              | LINEAR                 |
| 193087 -      | 2000 GW73              | 5 d'abril de 2000      | Socorro              | LINEAR                 |
| 193088 -      | 2000 GV74              | 5 d'abril de 2000      | Socorro              | LINEAR                 |
| 193089 -      | 2000 GE76              | 5 d'abril de 2000      | Socorro              | LINEAR                 |
| 193090 -      | 2000 GF80              | 6 d'abril de 2000      | Socorro              | LINEAR                 |
| 193091 -      | 2000 GP80              | 6 d'abril de 2000      | Socorro              | LINEAR                 |
| 193092 -      | 2000 GN99              | 7 d'abril de 2000      | Socorro              | LINEAR                 |
| 193093 -      | 2000 GJ103             | 7 d'abril de 2000      | Socorro              | LINEAR                 |
| 193094 -      | 2000 GT110             | 2 d'abril de 2000      | Anderson Mesa        | LONEOS                 |
| 193095 -      | 2000 GB112             | 3 d'abril de 2000      | Anderson Mesa        | LONEOS                 |
| 193096 -      | 2000 GD113             | 5 d'abril de 2000      | Socorro              | LINEAR                 |
| 193097 -      | 2000 GE115             | 8 d'abril de 2000      | Socorro              | LINEAR                 |
| 193098 -      | 2000 GM118             | 3 d'abril de 2000      | Kitt Peak            | Spacewatch             |
| 193099 -      | 2000 GW119             | 5 d'abril de 2000      | Kitt Peak            | Spacewatch             |
| 193100 -      | 2000 GN121             | 6 d'abril de 2000      | Kitt Peak            | Spacewatch             |
| 193101-193200 |                        |                        |                      |                        |
| 193101 -      | 2000 GQ121             | 6 d'abril de 2000      | Kitt Peak            | Spacewatch             |
| 193102 -      | 2000 GT121             | 6 d'abril de 2000      | Kitt Peak            | Spacewatch             |
| 193103 -      | 2000 GD123             | 11 d'abril de 2000     | Prescott             | P. G. Comba            |
| 193104 -      | 2000 GL128             | 5 d'abril de 2000      | Kitt Peak            | Spacewatch             |
| 193105 -      | 2000 GD131             | 7 d'abril de 2000      | Kitt Peak            | Spacewatch             |
| 193106 -      | 2000 GT132             | 8 d'abril de 2000      | Socorro              | LINEAR                 |
| 193107 -      | 2000 GE135             | 8 d'abril de 2000      | Socorro              | LINEAR                 |
| 193108 -      | 2000 GB138             | 4 d'abril de 2000      | Anderson Mesa        | LONEOS                 |
| 193109 -      | 2000 GP151             | 5 d'abril de 2000      | Socorro              | LINEAR                 |
| 193110 -      | 2000 GZ151             | 6 d'abril de 2000      | Socorro              | LINEAR                 |
| 193111 -      | 2000 GC153             | 6 d'abril de 2000      | Anderson Mesa        | LONEOS                 |
| 193112 -      | 2000 GU155             | 6 d'abril de 2000      | Anderson Mesa        | LONEOS                 |
| 193113 -      | 2000 GF159             | 7 d'abril de 2000      | Socorro              | LINEAR                 |
| 193114 -      | 2000 GE166             | 5 d'abril de 2000      | Socorro              | LINEAR                 |
| 193115 -      | 2000 GY170             | 5 d'abril de 2000      | Anderson Mesa        | LONEOS                 |
| 193116 -      | 2000 GG174             | 5 d'abril de 2000      | Anderson Mesa        | LONEOS                 |
| 193117 -      | 2000 GX174             | 3 d'abril de 2000      | Kitt Peak            | Spacewatch             |
| 193118 -      | 2000 HJ                | 24 d'abril de 2000     | Kitt Peak            | Spacewatch             |
| 193119 -      | 2000 HT                | 24 d'abril de 2000     | Kitt Peak            | Spacewatch             |
| 193120 -      | 2000 HE4               | 26 d'abril de 2000     | Kitt Peak            | Spacewatch             |
| 193121 -      | 2000 HG7               | 28 d'abril de 2000     | Kitt Peak            | Spacewatch             |
| 193122 -      | 2000 HT9               | 27 d'abril de 2000     | Socorro              | LINEAR                 |
| 193123 -      | 2000 HC11              | 27 d'abril de 2000     | Socorro              | LINEAR                 |
| 193124 -      | 2000 HK22              | 29 d'abril de 2000     | Socorro              | LINEAR                 |
| 193125 -      | 2000 HL25              | 24 d'abril de 2000     | Anderson Mesa        | LONEOS                 |
| 193126 -      | 2000 HN25              | 24 d'abril de 2000     | Anderson Mesa        | LONEOS                 |
| 193127 -      | 2000 HQ25              | 24 d'abril de 2000     | Anderson Mesa        | LONEOS                 |
| 193128 -      | 2000 HU25              | 24 d'abril de 2000     | Anderson Mesa        | LONEOS                 |
| 193129 -      | 2000 HM28              | 29 d'abril de 2000     | Socorro              | LINEAR                 |
| 193130 -      | 2000 HQ43              | 29 d'abril de 2000     | Kitt Peak            | Spacewatch             |
| 193131 -      | 2000 HZ44              | 26 d'abril de 2000     | Anderson Mesa        | LONEOS                 |
| 193132 -      | 2000 HY47              | 29 d'abril de 2000     | Socorro              | LINEAR                 |
| 193133 -      | 2000 HA50              | 29 d'abril de 2000     | Socorro              | LINEAR                 |
| 193134 -      | 2000 HY56              | 24 d'abril de 2000     | Anderson Mesa        | LONEOS                 |
| 193135 -      | 2000 HV59              | 25 d'abril de 2000     | Anderson Mesa        | LONEOS                 |
| 193136 -      | 2000 HB62              | 25 d'abril de 2000     | Kitt Peak            | Spacewatch             |
| 193137 -      | 2000 HC62              | 25 d'abril de 2000     | Kitt Peak            | Spacewatch             |
| 193138 -      | 2000 HE62              | 25 d'abril de 2000     | Kitt Peak            | Spacewatch             |
| 193139 -      | 2000 HR63              | 26 d'abril de 2000     | Anderson Mesa        | LONEOS                 |
| 193140 -      | 2000 HQ67              | 27 d'abril de 2000     | Anderson Mesa        | LONEOS                 |
| 193141 -      | 2000 HT68              | 28 d'abril de 2000     | Kitt Peak            | Spacewatch             |
| 193142 -      | 2000 HK72              | 26 d'abril de 2000     | Anderson Mesa        | LONEOS                 |
| 193143 -      | 2000 HV81              | 29 d'abril de 2000     | Socorro              | LINEAR                 |
| 193144 -      | 2000 HR89              | 29 d'abril de 2000     | Socorro              | LINEAR                 |
| 193145 -      | 2000 HN90              | 29 d'abril de 2000     | Socorro              | LINEAR                 |
| 193146 -      | 2000 HV97              | 26 d'abril de 2000     | Anderson Mesa        | LONEOS                 |
| 193147 -      | 2000 HZ99              | 27 d'abril de 2000     | Anderson Mesa        | LONEOS                 |
| 193148 -      | 2000 JX3               | 4 de maig de 2000      | Socorro              | LINEAR                 |
| 193149 -      | 2000 JY4               | 3 de maig de 2000      | Kitt Peak            | Spacewatch             |
| 193150 -      | 2000 JU8               | 7 de maig de 2000      | Prescott             | P. G. Comba            |
| 193151 -      | 2000 JU21              | 6 de maig de 2000      | Socorro              | LINEAR                 |
| 193152 -      | 2000 JS22              | 7 de maig de 2000      | Socorro              | LINEAR                 |
| 193153 -      | 2000 JU25              | 7 de maig de 2000      | Socorro              | LINEAR                 |
| 193154 -      | 2000 JP43              | 7 de maig de 2000      | Socorro              | LINEAR                 |
| 193155 -      | 2000 JZ44              | 7 de maig de 2000      | Socorro              | LINEAR                 |
| 193156 -      | 2000 JD64              | 10 de maig de 2000     | Socorro              | LINEAR                 |
| 193157 -      | 2000 JT82              | 7 de maig de 2000      | Socorro              | LINEAR                 |
| 193158 -      | 2000 KJ4               | 28 de maig de 2000     | Bohyunsan            | Bohyunsan              |
| 193159 -      | 2000 KL7               | 27 de maig de 2000     | Socorro              | LINEAR                 |
| 193160 -      | 2000 KR8               | 28 de maig de 2000     | Socorro              | LINEAR                 |
| 193161 -      | 2000 KS8               | 28 de maig de 2000     | Socorro              | LINEAR                 |
| 193162 -      | 2000 KU8               | 28 de maig de 2000     | Socorro              | LINEAR                 |
| 193163 -      | 2000 KS9               | 28 de maig de 2000     | Socorro              | LINEAR                 |
| 193164 -      | 2000 KT9               | 28 de maig de 2000     | Socorro              | LINEAR                 |
| 193165 -      | 2000 KZ9               | 28 de maig de 2000     | Socorro              | LINEAR                 |
| 193166 -      | 2000 KM29              | 28 de maig de 2000     | Socorro              | LINEAR                 |
| 193167 -      | 2000 KK41              | 31 de maig de 2000     | Prescott             | P. G. Comba            |
| 193168 -      | 2000 KU42              | 25 de maig de 2000     | Kitt Peak            | Spacewatch             |
| 193169 -      | 2000 KN49              | 30 de maig de 2000     | Kitt Peak            | Spacewatch             |
| 193170 -      | 2000 KT49              | 30 de maig de 2000     | Kitt Peak            | Spacewatch             |
| 193171 -      | 2000 KT51              | 31 de maig de 2000     | Kitt Peak            | Spacewatch             |
| 193172 -      | 2000 LN8               | 7 de juny de 2000      | Prescott             | P. G. Comba            |
| 193173 -      | 2000 LE9               | 5 de juny de 2000      | Socorro              | LINEAR                 |
| 193174 -      | 2000 LF22              | 6 de juny de 2000      | Kitt Peak            | Spacewatch             |
| 193175 -      | 2000 OV7               | 30 de juliol de 2000   | Socorro              | LINEAR                 |
| 193176 -      | 2000 OV10              | 23 de juliol de 2000   | Socorro              | LINEAR                 |
| 193177 -      | 2000 OX18              | 23 de juliol de 2000   | Socorro              | LINEAR                 |
| 193178 -      | 2000 PK5               | 4 d'agost de 2000      | Socorro              | LINEAR                 |
| 193179 -      | 2000 PP14              | 1 d'agost de 2000      | Socorro              | LINEAR                 |
| 193180 -      | 2000 PU25              | 4 d'agost de 2000      | Socorro              | LINEAR                 |
| 193181 -      | 2000 PK28              | 4 d'agost de 2000      | Haleakala            | NEAT                   |
| 193182 -      | 2000 QR                | 22 d'agost de 2000     | Drebach              | G. Lehmann             |
| 193183 -      | 2000 QE16              | 24 d'agost de 2000     | Socorro              | LINEAR                 |
| 193184 -      | 2000 QV37              | 24 d'agost de 2000     | Socorro              | LINEAR                 |
| 193185 -      | 2000 QN42              | 24 d'agost de 2000     | Socorro              | LINEAR                 |
| 193186 -      | 2000 QY45              | 24 d'agost de 2000     | Socorro              | LINEAR                 |
| 193187 -      | 2000 QZ51              | 24 d'agost de 2000     | Socorro              | LINEAR                 |
| 193188 -      | 2000 QQ56              | 26 d'agost de 2000     | Socorro              | LINEAR                 |
| 193189 -      | 2000 QS56              | 26 d'agost de 2000     | Socorro              | LINEAR                 |
| 193190 -      | 2000 QY59              | 26 d'agost de 2000     | Socorro              | LINEAR                 |
| 193191 -      | 2000 QT85              | 25 d'agost de 2000     | Socorro              | LINEAR                 |
| 193192 -      | 2000 QS93              | 26 d'agost de 2000     | Socorro              | LINEAR                 |
| 193193 -      | 2000 QD112             | 24 d'agost de 2000     | Socorro              | LINEAR                 |
| 193194 -      | 2000 QH118             | 25 d'agost de 2000     | Socorro              | LINEAR                 |
| 193195 -      | 2000 QP124             | 29 d'agost de 2000     | Socorro              | LINEAR                 |
| 193196 -      | 2000 QS125             | 31 d'agost de 2000     | Socorro              | LINEAR                 |
| 193197 -      | 2000 QQ129             | 30 d'agost de 2000     | Višnjan Observatory  | K. Korlević            |
| 193198 -      | 2000 QT137             | 31 d'agost de 2000     | Socorro              | LINEAR                 |
| 193199 -      | 2000 QL139             | 31 d'agost de 2000     | Socorro              | LINEAR                 |
| 193200 -      | 2000 QZ146             | 31 d'agost de 2000     | Socorro              | LINEAR                 |
| 193201-193300 |                        |                        |                      |                        |
| 193201 -      | 2000 QR147             | 31 d'agost de 2000     | Socorro              | LINEAR                 |
| 193202 -      | 2000 QE155             | 31 d'agost de 2000     | Socorro              | LINEAR                 |
| 193203 -      | 2000 QF159             | 31 d'agost de 2000     | Socorro              | LINEAR                 |
| 193204 -      | 2000 QE172             | 31 d'agost de 2000     | Socorro              | LINEAR                 |
| 193205 -      | 2000 QC192             | 26 d'agost de 2000     | Socorro              | LINEAR                 |
| 193206 -      | 2000 QL194             | 31 d'agost de 2000     | Socorro              | LINEAR                 |
| 193207 -      | 2000 QU197             | 29 d'agost de 2000     | Socorro              | LINEAR                 |
| 193208 -      | 2000 QJ204             | 29 d'agost de 2000     | Socorro              | LINEAR                 |
| 193209 -      | 2000 QC206             | 31 d'agost de 2000     | Socorro              | LINEAR                 |
| 193210 -      | 2000 QZ208             | 31 d'agost de 2000     | Socorro              | LINEAR                 |
| 193211 -      | 2000 QC212             | 31 d'agost de 2000     | Socorro              | LINEAR                 |
| 193212 -      | 2000 QE224             | 26 d'agost de 2000     | Socorro              | LINEAR                 |
| 193213 -      | 2000 QZ226             | 31 d'agost de 2000     | Socorro              | LINEAR                 |
| 193214 -      | 2000 QB230             | 31 d'agost de 2000     | Socorro              | LINEAR                 |
| 193215 -      | 2000 QG232             | 31 d'agost de 2000     | Bergisch Gladbach    | W. Bickel              |
| 193216 -      | 2000 RC                | 1 de setembre de 2000  | Socorro              | LINEAR                 |
| 193217 -      | 2000 RM8               | 1 de setembre de 2000  | Socorro              | LINEAR                 |
| 193218 -      | 2000 RP25              | 1 de setembre de 2000  | Socorro              | LINEAR                 |
| 193219 -      | 2000 RG29              | 1 de setembre de 2000  | Socorro              | LINEAR                 |
| 193220 -      | 2000 RP30              | 1 de setembre de 2000  | Socorro              | LINEAR                 |
| 193221 -      | 2000 RZ34              | 1 de setembre de 2000  | Socorro              | LINEAR                 |
| 193222 -      | 2000 RS36              | 2 de setembre de 2000  | Socorro              | LINEAR                 |
| 193223 -      | 2000 RJ44              | 3 de setembre de 2000  | Socorro              | LINEAR                 |
| 193224 -      | 2000 RK45              | 3 de setembre de 2000  | Socorro              | LINEAR                 |
| 193225 -      | 2000 RG47              | 3 de setembre de 2000  | Socorro              | LINEAR                 |
| 193226 -      | 2000 RM49              | 5 de setembre de 2000  | Socorro              | LINEAR                 |
| 193227 -      | 2000 RP53              | 7 de setembre de 2000  | Kitt Peak            | Spacewatch             |
| 193228 -      | 2000 RZ57              | 7 de setembre de 2000  | Kitt Peak            | Spacewatch             |
| 193229 -      | 2000 RF80              | 1 de setembre de 2000  | Socorro              | LINEAR                 |
| 193230 -      | 2000 RO82              | 1 de setembre de 2000  | Socorro              | LINEAR                 |
| 193231 -      | 2000 RU83              | 1 de setembre de 2000  | Socorro              | LINEAR                 |
| 193232 -      | 2000 RB91              | 3 de setembre de 2000  | Socorro              | LINEAR                 |
| 193233 -      | 2000 RE103             | 5 de setembre de 2000  | Anderson Mesa        | LONEOS                 |
| 193234 -      | 2000 SY                | 17 de setembre de 2000 | Socorro              | LINEAR                 |
| 193235 -      | 2000 SE2               | 20 de setembre de 2000 | Socorro              | LINEAR                 |
| 193236 -      | 2000 SY7               | 22 de setembre de 2000 | Kitt Peak            | Spacewatch             |
| 193237 -      | 2000 SB9               | 23 de setembre de 2000 | Socorro              | LINEAR                 |
| 193238 -      | 2000 ST21              | 24 de setembre de 2000 | Socorro              | LINEAR                 |
| 193239 -      | 2000 SB22              | 24 de setembre de 2000 | Socorro              | LINEAR                 |
| 193240 -      | 2000 SC24              | 24 de setembre de 2000 | Socorro              | LINEAR                 |
| 193241 -      | 2000 ST33              | 24 de setembre de 2000 | Socorro              | LINEAR                 |
| 193242 -      | 2000 SC35              | 24 de setembre de 2000 | Socorro              | LINEAR                 |
| 193243 -      | 2000 SS42              | 28 de setembre de 2000 | Socorro              | LINEAR                 |
| 193244 -      | 2000 SP45              | 22 de setembre de 2000 | Socorro              | LINEAR                 |
| 193245 -      | 2000 SZ51              | 23 de setembre de 2000 | Socorro              | LINEAR                 |
| 193246 -      | 2000 SS59              | 24 de setembre de 2000 | Socorro              | LINEAR                 |
| 193247 -      | 2000 SC62              | 24 de setembre de 2000 | Socorro              | LINEAR                 |
| 193248 -      | 2000 SA75              | 24 de setembre de 2000 | Socorro              | LINEAR                 |
| 193249 -      | 2000 SJ75              | 24 de setembre de 2000 | Socorro              | LINEAR                 |
| 193250 -      | 2000 SV76              | 24 de setembre de 2000 | Socorro              | LINEAR                 |
| 193251 -      | 2000 SF77              | 24 de setembre de 2000 | Socorro              | LINEAR                 |
| 193252 -      | 2000 SZ77              | 24 de setembre de 2000 | Socorro              | LINEAR                 |
| 193253 -      | 2000 SW78              | 24 de setembre de 2000 | Socorro              | LINEAR                 |
| 193254 -      | 2000 SV79              | 24 de setembre de 2000 | Socorro              | LINEAR                 |
| 193255 -      | 2000 SR85              | 24 de setembre de 2000 | Socorro              | LINEAR                 |
| 193256 -      | 2000 SG104             | 24 de setembre de 2000 | Socorro              | LINEAR                 |
| 193257 -      | 2000 SK106             | 24 de setembre de 2000 | Socorro              | LINEAR                 |
| 193258 -      | 2000 SC120             | 24 de setembre de 2000 | Socorro              | LINEAR                 |
| 193259 -      | 2000 SP120             | 24 de setembre de 2000 | Socorro              | LINEAR                 |
| 193260 -      | 2000 SK123             | 24 de setembre de 2000 | Socorro              | LINEAR                 |
| 193261 -      | 2000 SZ150             | 24 de setembre de 2000 | Socorro              | LINEAR                 |
| 193262 -      | 2000 ST151             | 24 de setembre de 2000 | Socorro              | LINEAR                 |
| 193263 -      | 2000 SJ155             | 24 de setembre de 2000 | Socorro              | LINEAR                 |
| 193264 -      | 2000 SQ155             | 24 de setembre de 2000 | Socorro              | LINEAR                 |
| 193265 -      | 2000 SH159             | 27 de setembre de 2000 | Kitt Peak            | Spacewatch             |
| 193266 -      | 2000 SN163             | 30 de setembre de 2000 | Ondřejov             | P. Kušnirák, P. Pravec |
| 193267 -      | 2000 SY171             | 27 de setembre de 2000 | Socorro              | LINEAR                 |
| 193268 -      | 2000 SQ174             | 28 de setembre de 2000 | Socorro              | LINEAR                 |
| 193269 -      | 2000 SK180             | 28 de setembre de 2000 | Socorro              | LINEAR                 |
| 193270 -      | 2000 SL183             | 20 de setembre de 2000 | Haleakala            | NEAT                   |
| 193271 -      | 2000 SC184             | 20 de setembre de 2000 | Kitt Peak            | Spacewatch             |
| 193272 -      | 2000 SM188             | 21 de setembre de 2000 | Haleakala            | NEAT                   |
| 193273 -      | 2000 ST190             | 23 de setembre de 2000 | Kitt Peak            | Spacewatch             |
| 193274 -      | 2000 SV192             | 24 de setembre de 2000 | Socorro              | LINEAR                 |
| 193275 -      | 2000 SR204             | 24 de setembre de 2000 | Socorro              | LINEAR                 |
| 193276 -      | 2000 SY204             | 24 de setembre de 2000 | Socorro              | LINEAR                 |
| 193277 -      | 2000 SZ209             | 25 de setembre de 2000 | Socorro              | LINEAR                 |
| 193278 -      | 2000 SL212             | 25 de setembre de 2000 | Socorro              | LINEAR                 |
| 193279 -      | 2000 SV212             | 25 de setembre de 2000 | Socorro              | LINEAR                 |
| 193280 -      | 2000 SH213             | 25 de setembre de 2000 | Socorro              | LINEAR                 |
| 193281 -      | 2000 SD214             | 26 de setembre de 2000 | Socorro              | LINEAR                 |
| 193282 -      | 2000 SU215             | 26 de setembre de 2000 | Socorro              | LINEAR                 |
| 193283 -      | 2000 SP220             | 26 de setembre de 2000 | Socorro              | LINEAR                 |
| 193284 -      | 2000 SU226             | 27 de setembre de 2000 | Socorro              | LINEAR                 |
| 193285 -      | 2000 SC227             | 27 de setembre de 2000 | Socorro              | LINEAR                 |
| 193286 -      | 2000 SX231             | 24 de setembre de 2000 | Socorro              | LINEAR                 |
| 193287 -      | 2000 SY231             | 24 de setembre de 2000 | Socorro              | LINEAR                 |
| 193288 -      | 2000 SD232             | 26 de setembre de 2000 | Socorro              | LINEAR                 |
| 193289 -      | 2000 SL232             | 27 de setembre de 2000 | Socorro              | LINEAR                 |
| 193290 -      | 2000 SO232             | 28 de setembre de 2000 | Socorro              | LINEAR                 |
| 193291 -      | 2000 SU236             | 24 de setembre de 2000 | Socorro              | LINEAR                 |
| 193292 -      | 2000 SL238             | 26 de setembre de 2000 | Socorro              | LINEAR                 |
| 193293 -      | 2000 SO239             | 27 de setembre de 2000 | Socorro              | LINEAR                 |
| 193294 -      | 2000 SO240             | 26 de setembre de 2000 | Socorro              | LINEAR                 |
| 193295 -      | 2000 SK242             | 24 de setembre de 2000 | Socorro              | LINEAR                 |
| 193296 -      | 2000 SR245             | 24 de setembre de 2000 | Socorro              | LINEAR                 |
| 193297 -      | 2000 SF249             | 24 de setembre de 2000 | Socorro              | LINEAR                 |
| 193298 -      | 2000 SG264             | 26 de setembre de 2000 | Socorro              | LINEAR                 |
| 193299 -      | 2000 SB273             | 28 de setembre de 2000 | Socorro              | LINEAR                 |
| 193300 -      | 2000 SO275             | 28 de setembre de 2000 | Socorro              | LINEAR                 |
| 193301-193400 |                        |                        |                      |                        |
| 193301 -      | 2000 SN276             | 30 de setembre de 2000 | Socorro              | LINEAR                 |
| 193302 -      | 2000 SU277             | 30 de setembre de 2000 | Socorro              | LINEAR                 |
| 193303 -      | 2000 SF278             | 30 de setembre de 2000 | Socorro              | LINEAR                 |
| 193304 -      | 2000 SQ279             | 25 de setembre de 2000 | Socorro              | LINEAR                 |
| 193305 -      | 2000 SS281             | 23 de setembre de 2000 | Socorro              | LINEAR                 |
| 193306 -      | 2000 SD285             | 23 de setembre de 2000 | Socorro              | LINEAR                 |
| 193307 -      | 2000 SZ294             | 27 de setembre de 2000 | Socorro              | LINEAR                 |
| 193308 -      | 2000 SG300             | 28 de setembre de 2000 | Socorro              | LINEAR                 |
| 193309 -      | 2000 SP303             | 28 de setembre de 2000 | Socorro              | LINEAR                 |
| 193310 -      | 2000 SR303             | 28 de setembre de 2000 | Socorro              | LINEAR                 |
| 193311 -      | 2000 SY304             | 30 de setembre de 2000 | Socorro              | LINEAR                 |
| 193312 -      | 2000 SK305             | 30 de setembre de 2000 | Socorro              | LINEAR                 |
| 193313 -      | 2000 SR308             | 30 de setembre de 2000 | Socorro              | LINEAR                 |
| 193314 -      | 2000 SK309             | 30 de setembre de 2000 | Socorro              | LINEAR                 |
| 193315 -      | 2000 SQ317             | 30 de setembre de 2000 | Socorro              | LINEAR                 |
| 193316 -      | 2000 SW317             | 30 de setembre de 2000 | Socorro              | LINEAR                 |
| 193317 -      | 2000 SS322             | 28 de setembre de 2000 | Socorro              | LINEAR                 |
| 193318 -      | 2000 SV322             | 28 de setembre de 2000 | Socorro              | LINEAR                 |
| 193319 -      | 2000 SA325             | 28 de setembre de 2000 | Kitt Peak            | Spacewatch             |
| 193320 -      | 2000 SE328             | 30 de setembre de 2000 | Socorro              | LINEAR                 |
| 193321 -      | 2000 SN334             | 26 de setembre de 2000 | Kitt Peak            | Spacewatch             |
| 193322 -      | 2000 SM366             | 23 de setembre de 2000 | Anderson Mesa        | LONEOS                 |
| 193323 -      | 2000 SS367             | 23 de setembre de 2000 | Socorro              | LINEAR                 |
| 193324 -      | 2000 ST376             | 25 de setembre de 2000 | Anderson Mesa        | LONEOS                 |
| 193325 -      | 2000 TE3               | 1 d'octubre de 2000    | Socorro              | LINEAR                 |
| 193326 -      | 2000 TA10              | 1 d'octubre de 2000    | Socorro              | LINEAR                 |
| 193327 -      | 2000 TO11              | 1 d'octubre de 2000    | Socorro              | LINEAR                 |
| 193328 -      | 2000 TW14              | 1 d'octubre de 2000    | Socorro              | LINEAR                 |
| 193329 -      | 2000 TZ21              | 2 d'octubre de 2000    | Socorro              | LINEAR                 |
| 193330 -      | 2000 TM26              | 2 d'octubre de 2000    | Socorro              | LINEAR                 |
| 193331 -      | 2000 TN29              | 3 d'octubre de 2000    | Socorro              | LINEAR                 |
| 193332 -      | 2000 TP35              | 6 d'octubre de 2000    | Anderson Mesa        | LONEOS                 |
| 193333 -      | 2000 TS36              | 6 d'octubre de 2000    | Anderson Mesa        | LONEOS                 |
| 193334 -      | 2000 TL49              | 1 d'octubre de 2000    | Anderson Mesa        | LONEOS                 |
| 193335 -      | 2000 TB65              | 1 d'octubre de 2000    | Socorro              | LINEAR                 |
| 193336 -      | 2000 TB67              | 2 d'octubre de 2000    | Socorro              | LINEAR                 |
| 193337 -      | 2000 TZ67              | 3 d'octubre de 2000    | Socorro              | LINEAR                 |
| 193338 -      | 2000 UR4               | 24 d'octubre de 2000   | Socorro              | LINEAR                 |
| 193339 -      | 2000 UO5               | 24 d'octubre de 2000   | Socorro              | LINEAR                 |
| 193340 -      | 2000 UU5               | 19 d'octubre de 2000   | Kitt Peak            | Spacewatch             |
| 193341 -      | 2000 UE7               | 24 d'octubre de 2000   | Socorro              | LINEAR                 |
| 193342 -      | 2000 UG7               | 24 d'octubre de 2000   | Socorro              | LINEAR                 |
| 193343 -      | 2000 UZ11              | 18 d'octubre de 2000   | Socorro              | LINEAR                 |
| 193344 -      | 2000 UX14              | 25 d'octubre de 2000   | Socorro              | LINEAR                 |
| 193345 -      | 2000 UC17              | 24 d'octubre de 2000   | Socorro              | LINEAR                 |
| 193346 -      | 2000 UD18              | 24 d'octubre de 2000   | Socorro              | LINEAR                 |
| 193347 -      | 2000 UL19              | 24 d'octubre de 2000   | Socorro              | LINEAR                 |
| 193348 -      | 2000 US21              | 24 d'octubre de 2000   | Socorro              | LINEAR                 |
| 193349 -      | 2000 UU22              | 24 d'octubre de 2000   | Socorro              | LINEAR                 |
| 193350 -      | 2000 US24              | 24 d'octubre de 2000   | Socorro              | LINEAR                 |
| 193351 -      | 2000 UF29              | 31 d'octubre de 2000   | Socorro              | LINEAR                 |
| 193352 -      | 2000 UL30              | 31 d'octubre de 2000   | Socorro              | LINEAR                 |
| 193353 -      | 2000 UU32              | 29 d'octubre de 2000   | Kitt Peak            | Spacewatch             |
| 193354 -      | 2000 UX34              | 24 d'octubre de 2000   | Socorro              | LINEAR                 |
| 193355 -      | 2000 UO42              | 24 d'octubre de 2000   | Socorro              | LINEAR                 |
| 193356 -      | 2000 UB43              | 24 d'octubre de 2000   | Socorro              | LINEAR                 |
| 193357 -      | 2000 UM45              | 24 d'octubre de 2000   | Socorro              | LINEAR                 |
| 193358 -      | 2000 UN46              | 24 d'octubre de 2000   | Socorro              | LINEAR                 |
| 193359 -      | 2000 UQ49              | 24 d'octubre de 2000   | Socorro              | LINEAR                 |
| 193360 -      | 2000 UB50              | 24 d'octubre de 2000   | Socorro              | LINEAR                 |
| 193361 -      | 2000 UC52              | 24 d'octubre de 2000   | Socorro              | LINEAR                 |
| 193362 -      | 2000 UT59              | 25 d'octubre de 2000   | Socorro              | LINEAR                 |
| 193363 -      | 2000 UL62              | 25 d'octubre de 2000   | Socorro              | LINEAR                 |
| 193364 -      | 2000 UC63              | 25 d'octubre de 2000   | Socorro              | LINEAR                 |
| 193365 -      | 2000 UV65              | 25 d'octubre de 2000   | Socorro              | LINEAR                 |
| 193366 -      | 2000 UJ67              | 25 d'octubre de 2000   | Socorro              | LINEAR                 |
| 193367 -      | 2000 UC71              | 25 d'octubre de 2000   | Socorro              | LINEAR                 |
| 193368 -      | 2000 UL71              | 25 d'octubre de 2000   | Socorro              | LINEAR                 |
| 193369 -      | 2000 UH73              | 25 d'octubre de 2000   | Socorro              | LINEAR                 |
| 193370 -      | 2000 UH83              | 30 d'octubre de 2000   | Socorro              | LINEAR                 |
| 193371 -      | 2000 UM88              | 31 d'octubre de 2000   | Socorro              | LINEAR                 |
| 193372 -      | 2000 UV98              | 25 d'octubre de 2000   | Socorro              | LINEAR                 |
| 193373 -      | 2000 UF105             | 29 d'octubre de 2000   | Socorro              | LINEAR                 |
| 193374 -      | 2000 UT107             | 30 d'octubre de 2000   | Socorro              | LINEAR                 |
| 193375 -      | 2000 UB108             | 30 d'octubre de 2000   | Socorro              | LINEAR                 |
| 193376 -      | 2000 UP109             | 31 d'octubre de 2000   | Socorro              | LINEAR                 |
| 193377 -      | 2000 VD1               | 1 de novembre de 2000  | Kitt Peak            | Spacewatch             |
| 193378 -      | 2000 VY16              | 1 de novembre de 2000  | Socorro              | LINEAR                 |
| 193379 -      | 2000 VP19              | 1 de novembre de 2000  | Socorro              | LINEAR                 |
| 193380 -      | 2000 VY23              | 1 de novembre de 2000  | Socorro              | LINEAR                 |
| 193381 -      | 2000 VK24              | 1 de novembre de 2000  | Socorro              | LINEAR                 |
| 193382 -      | 2000 VO24              | 1 de novembre de 2000  | Socorro              | LINEAR                 |
| 193383 -      | 2000 VT27              | 1 de novembre de 2000  | Socorro              | LINEAR                 |
| 193384 -      | 2000 VW28              | 1 de novembre de 2000  | Socorro              | LINEAR                 |
| 193385 -      | 2000 VC30              | 1 de novembre de 2000  | Socorro              | LINEAR                 |
| 193386 -      | 2000 VV30              | 1 de novembre de 2000  | Socorro              | LINEAR                 |
| 193387 -      | 2000 VD35              | 1 de novembre de 2000  | Socorro              | LINEAR                 |
| 193388 -      | 2000 VM35              | 1 de novembre de 2000  | Socorro              | LINEAR                 |
| 193389 -      | 2000 VV44              | 2 de novembre de 2000  | Socorro              | LINEAR                 |
| 193390 -      | 2000 VX44              | 3 de novembre de 2000  | Socorro              | LINEAR                 |
| 193391 -      | 2000 VQ45              | 2 de novembre de 2000  | Socorro              | LINEAR                 |
| 193392 -      | 2000 VA54              | 3 de novembre de 2000  | Socorro              | LINEAR                 |
| 193393 -      | 2000 VX61              | 9 de novembre de 2000  | Socorro              | LINEAR                 |
| 193394 -      | 2000 WX1               | 17 de novembre de 2000 | Kitt Peak            | Spacewatch             |
| 193395 -      | 2000 WU6               | 19 de novembre de 2000 | Socorro              | LINEAR                 |
| 193396 -      | 2000 WH8               | 20 de novembre de 2000 | Socorro              | LINEAR                 |
| 193397 -      | 2000 WQ9               | 22 de novembre de 2000 | Bohyunsan            | Bohyunsan              |
| 193398 -      | 2000 WY13              | 20 de novembre de 2000 | Socorro              | LINEAR                 |
| 193399 -      | 2000 WG15              | 20 de novembre de 2000 | Socorro              | LINEAR                 |
| 193400 -      | 2000 WC18              | 21 de novembre de 2000 | Socorro              | LINEAR                 |
| 193401-193500 |                        |                        |                      |                        |
| 193401 -      | 2000 WA20              | 23 de novembre de 2000 | Kitt Peak            | Spacewatch             |
| 193402 -      | 2000 WK25              | 21 de novembre de 2000 | Socorro              | LINEAR                 |
| 193403 -      | 2000 WK29              | 21 de novembre de 2000 | Socorro              | LINEAR                 |
| 193404 -      | 2000 WS29              | 25 de novembre de 2000 | Socorro              | LINEAR                 |
| 193405 -      | 2000 WW30              | 20 de novembre de 2000 | Socorro              | LINEAR                 |
| 193406 -      | 2000 WL36              | 20 de novembre de 2000 | Socorro              | LINEAR                 |
| 193407 -      | 2000 WT37              | 20 de novembre de 2000 | Socorro              | LINEAR                 |
| 193408 -      | 2000 WB38              | 20 de novembre de 2000 | Socorro              | LINEAR                 |
| 193409 -      | 2000 WF38              | 20 de novembre de 2000 | Socorro              | LINEAR                 |
| 193410 -      | 2000 WS50              | 26 de novembre de 2000 | Socorro              | LINEAR                 |
| 193411 -      | 2000 WR53              | 27 de novembre de 2000 | Kitt Peak            | Spacewatch             |
| 193412 -      | 2000 WV59              | 21 de novembre de 2000 | Socorro              | LINEAR                 |
| 193413 -      | 2000 WH61              | 21 de novembre de 2000 | Socorro              | LINEAR                 |
| 193414 -      | 2000 WQ65              | 28 de novembre de 2000 | Kitt Peak            | Spacewatch             |
| 193415 -      | 2000 WB67              | 26 de novembre de 2000 | Socorro              | LINEAR                 |
| 193416 -      | 2000 WZ67              | 29 de novembre de 2000 | Kitt Peak            | Kitt Peak              |
| 193417 -      | 2000 WJ69              | 19 de novembre de 2000 | Socorro              | LINEAR                 |
| 193418 -      | 2000 WY69              | 19 de novembre de 2000 | Socorro              | LINEAR                 |
| 193419 -      | 2000 WG85              | 20 de novembre de 2000 | Socorro              | LINEAR                 |
| 193420 -      | 2000 WX87              | 20 de novembre de 2000 | Socorro              | LINEAR                 |
| 193421 -      | 2000 WD88              | 20 de novembre de 2000 | Socorro              | LINEAR                 |
| 193422 -      | 2000 WT88              | 20 de novembre de 2000 | Socorro              | LINEAR                 |
| 193423 -      | 2000 WS92              | 21 de novembre de 2000 | Socorro              | LINEAR                 |
| 193424 -      | 2000 WZ92              | 21 de novembre de 2000 | Socorro              | LINEAR                 |
| 193425 -      | 2000 WA93              | 21 de novembre de 2000 | Socorro              | LINEAR                 |
| 193426 -      | 2000 WL93              | 21 de novembre de 2000 | Socorro              | LINEAR                 |
| 193427 -      | 2000 WB97              | 21 de novembre de 2000 | Socorro              | LINEAR                 |
| 193428 -      | 2000 WE101             | 21 de novembre de 2000 | Socorro              | LINEAR                 |
| 193429 -      | 2000 WJ102             | 26 de novembre de 2000 | Socorro              | LINEAR                 |
| 193430 -      | 2000 WP108             | 20 de novembre de 2000 | Socorro              | LINEAR                 |
| 193431 -      | 2000 WX108             | 20 de novembre de 2000 | Socorro              | LINEAR                 |
| 193432 -      | 2000 WA111             | 20 de novembre de 2000 | Socorro              | LINEAR                 |
| 193433 -      | 2000 WE113             | 20 de novembre de 2000 | Socorro              | LINEAR                 |
| 193434 -      | 2000 WZ115             | 20 de novembre de 2000 | Socorro              | LINEAR                 |
| 193435 -      | 2000 WO116             | 20 de novembre de 2000 | Socorro              | LINEAR                 |
| 193436 -      | 2000 WB117             | 20 de novembre de 2000 | Socorro              | LINEAR                 |
| 193437 -      | 2000 WK120             | 20 de novembre de 2000 | Socorro              | LINEAR                 |
| 193438 -      | 2000 WF123             | 29 de novembre de 2000 | Socorro              | LINEAR                 |
| 193439 -      | 2000 WS124             | 29 de novembre de 2000 | Socorro              | LINEAR                 |
| 193440 -      | 2000 WR126             | 16 de novembre de 2000 | Kitt Peak            | Spacewatch             |
| 193441 -      | 2000 WO127             | 17 de novembre de 2000 | Kitt Peak            | Spacewatch             |
| 193442 -      | 2000 WC129             | 19 de novembre de 2000 | Kitt Peak            | Spacewatch             |
| 193443 -      | 2000 WC131             | 20 de novembre de 2000 | Anderson Mesa        | LONEOS                 |
| 193444 -      | 2000 WL135             | 19 de novembre de 2000 | Socorro              | LINEAR                 |
| 193445 -      | 2000 WJ136             | 20 de novembre de 2000 | Socorro              | LINEAR                 |
| 193446 -      | 2000 WR139             | 21 de novembre de 2000 | Socorro              | LINEAR                 |
| 193447 -      | 2000 WS140             | 21 de novembre de 2000 | Socorro              | LINEAR                 |
| 193448 -      | 2000 WG143             | 20 de novembre de 2000 | Anderson Mesa        | LONEOS                 |
| 193449 -      | 2000 WW146             | 28 de novembre de 2000 | Haleakala            | NEAT                   |
| 193450 -      | 2000 WQ151             | 29 de novembre de 2000 | Višnjan Observatory  | K. Korlević            |
| 193451 -      | 2000 WB158             | 30 de novembre de 2000 | Socorro              | LINEAR                 |
| 193452 -      | 2000 WO168             | 25 de novembre de 2000 | Anderson Mesa        | LONEOS                 |
| 193453 -      | 2000 WV169             | 24 de novembre de 2000 | Anderson Mesa        | LONEOS                 |
| 193454 -      | 2000 WX174             | 26 de novembre de 2000 | Socorro              | LINEAR                 |
| 193455 -      | 2000 WH181             | 30 de novembre de 2000 | Anderson Mesa        | LONEOS                 |
| 193456 -      | 2000 XZ1               | 1 de desembre de 2000  | Socorro              | LINEAR                 |
| 193457 -      | 2000 XJ2               | 1 de desembre de 2000  | Bohyunsan            | Bohyunsan              |
| 193458 -      | 2000 XQ4               | 1 de desembre de 2000  | Socorro              | LINEAR                 |
| 193459 -      | 2000 XK5               | 1 de desembre de 2000  | Socorro              | LINEAR                 |
| 193460 -      | 2000 XE6               | 1 de desembre de 2000  | Socorro              | LINEAR                 |
| 193461 -      | 2000 XZ6               | 1 de desembre de 2000  | Socorro              | LINEAR                 |
| 193462 -      | 2000 XE7               | 1 de desembre de 2000  | Socorro              | LINEAR                 |
| 193463 -      | 2000 XF10              | 1 de desembre de 2000  | Socorro              | LINEAR                 |
| 193464 -      | 2000 XH12              | 4 de desembre de 2000  | Socorro              | LINEAR                 |
| 193465 -      | 2000 XJ13              | 4 de desembre de 2000  | Socorro              | LINEAR                 |
| 193466 -      | 2000 XA16              | 1 de desembre de 2000  | Socorro              | LINEAR                 |
| 193467 -      | 2000 XK17              | 1 de desembre de 2000  | Socorro              | LINEAR                 |
| 193468 -      | 2000 XL17              | 1 de desembre de 2000  | Socorro              | LINEAR                 |
| 193469 -      | 2000 XL18              | 4 de desembre de 2000  | Socorro              | LINEAR                 |
| 193470 -      | 2000 XU19              | 4 de desembre de 2000  | Socorro              | LINEAR                 |
| 193471 -      | 2000 XR20              | 4 de desembre de 2000  | Socorro              | LINEAR                 |
| 193472 -      | 2000 XH22              | 4 de desembre de 2000  | Socorro              | LINEAR                 |
| 193473 -      | 2000 XV24              | 4 de desembre de 2000  | Socorro              | LINEAR                 |
| 193474 -      | 2000 XH25              | 4 de desembre de 2000  | Socorro              | LINEAR                 |
| 193475 -      | 2000 XO27              | 4 de desembre de 2000  | Socorro              | LINEAR                 |
| 193476 -      | 2000 XR31              | 4 de desembre de 2000  | Socorro              | LINEAR                 |
| 193477 -      | 2000 XO36              | 5 de desembre de 2000  | Socorro              | LINEAR                 |
| 193478 -      | 2000 XN37              | 5 de desembre de 2000  | Socorro              | LINEAR                 |
| 193479 -      | 2000 XG41              | 5 de desembre de 2000  | Socorro              | LINEAR                 |
| 193480 -      | 2000 XL41              | 5 de desembre de 2000  | Socorro              | LINEAR                 |
| 193481 -      | 2000 XU42              | 5 de desembre de 2000  | Socorro              | LINEAR                 |
| 193482 -      | 2000 XQ43              | 5 de desembre de 2000  | Socorro              | LINEAR                 |
| 193483 -      | 2000 XN46              | 7 de desembre de 2000  | Socorro              | LINEAR                 |
| 193484 -      | 2000 XY52              | 6 de desembre de 2000  | Socorro              | LINEAR                 |
| 193485 -      | 2000 XD53              | 6 de desembre de 2000  | Socorro              | LINEAR                 |
| 193486 -      | 2000 XF53              | 6 de desembre de 2000  | Socorro              | LINEAR                 |
| 193487 -      | 2000 XL53              | 14 de desembre de 2000 | Bohyunsan            | Y.-B. Jeon, B.-C. Lee  |
| 193488 -      | 2000 YQ                | 16 de desembre de 2000 | Socorro              | LINEAR                 |
| 193489 -      | 2000 YT1               | 17 de desembre de 2000 | Socorro              | LINEAR                 |
| 193490 -      | 2000 YW5               | 19 de desembre de 2000 | Socorro              | LINEAR                 |
| 193491 -      | 2000 YE6               | 20 de desembre de 2000 | Socorro              | LINEAR                 |
| 193492 -      | 2000 YH6               | 20 de desembre de 2000 | Socorro              | LINEAR                 |
| 193493 -      | 2000 YZ7               | 21 de desembre de 2000 | Heppenheim           | Starkenburg            |
| 193494 -      | 2000 YX9               | 20 de desembre de 2000 | Socorro              | LINEAR                 |
| 193495 -      | 2000 YK10              | 21 de desembre de 2000 | Socorro              | LINEAR                 |
| 193496 -      | 2000 YA16              | 22 de desembre de 2000 | Anderson Mesa        | LONEOS                 |
| 193497 -      | 2000 YR16              | 20 de desembre de 2000 | Socorro              | LINEAR                 |
| 193498 -      | 2000 YS17              | 25 de desembre de 2000 | Ondřejov             | P. Kušnirák            |
| 193499 -      | 2000 YL20              | 27 de desembre de 2000 | Kitt Peak            | Spacewatch             |
| 193500 -      | 2000 YX22              | 28 de desembre de 2000 | Kitt Peak            | Spacewatch             |
| 193501-193600 |                        |                        |                      |                        |
| 193501 -      | 2000 YL23              | 28 de desembre de 2000 | Kitt Peak            | Spacewatch             |
| 193502 -      | 2000 YR24              | 28 de desembre de 2000 | Kitt Peak            | Spacewatch             |
| 193503 -      | 2000 YC27              | 26 de desembre de 2000 | Haleakala            | NEAT                   |
| 193504 -      | 2000 YH36              | 30 de desembre de 2000 | Socorro              | LINEAR                 |
| 193505 -      | 2000 YP36              | 30 de desembre de 2000 | Socorro              | LINEAR                 |
| 193506 -      | 2000 YY38              | 30 de desembre de 2000 | Socorro              | LINEAR                 |
| 193507 -      | 2000 YF40              | 30 de desembre de 2000 | Socorro              | LINEAR                 |
| 193508 -      | 2000 YG46              | 30 de desembre de 2000 | Socorro              | LINEAR                 |
| 193509 -      | 2000 YV46              | 30 de desembre de 2000 | Socorro              | LINEAR                 |
| 193510 -      | 2000 YL50              | 30 de desembre de 2000 | Socorro              | LINEAR                 |
| 193511 -      | 2000 YS50              | 30 de desembre de 2000 | Socorro              | LINEAR                 |
| 193512 -      | 2000 YG52              | 30 de desembre de 2000 | Socorro              | LINEAR                 |
| 193513 -      | 2000 YG53              | 30 de desembre de 2000 | Socorro              | LINEAR                 |
| 193514 -      | 2000 YA55              | 30 de desembre de 2000 | Socorro              | LINEAR                 |
| 193515 -      | 2000 YU55              | 30 de desembre de 2000 | Socorro              | LINEAR                 |
| 193516 -      | 2000 YL57              | 30 de desembre de 2000 | Socorro              | LINEAR                 |
| 193517 -      | 2000 YR57              | 30 de desembre de 2000 | Socorro              | LINEAR                 |
| 193518 -      | 2000 YA59              | 30 de desembre de 2000 | Socorro              | LINEAR                 |
| 193519 -      | 2000 YP60              | 30 de desembre de 2000 | Socorro              | LINEAR                 |
| 193520 -      | 2000 YS60              | 30 de desembre de 2000 | Socorro              | LINEAR                 |
| 193521 -      | 2000 YG63              | 30 de desembre de 2000 | Socorro              | LINEAR                 |
| 193522 -      | 2000 YL66              | 30 de desembre de 2000 | Haleakala            | NEAT                   |
| 193523 -      | 2000 YE73              | 30 de desembre de 2000 | Socorro              | LINEAR                 |
| 193524 -      | 2000 YZ74              | 30 de desembre de 2000 | Socorro              | LINEAR                 |
| 193525 -      | 2000 YL80              | 30 de desembre de 2000 | Socorro              | LINEAR                 |
| 193526 -      | 2000 YB83              | 30 de desembre de 2000 | Socorro              | LINEAR                 |
| 193527 -      | 2000 YU83              | 30 de desembre de 2000 | Socorro              | LINEAR                 |
| 193528 -      | 2000 YB86              | 30 de desembre de 2000 | Socorro              | LINEAR                 |
| 193529 -      | 2000 YV86              | 30 de desembre de 2000 | Socorro              | LINEAR                 |
| 193530 -      | 2000 YM91              | 30 de desembre de 2000 | Socorro              | LINEAR                 |
| 193531 -      | 2000 YZ91              | 30 de desembre de 2000 | Socorro              | LINEAR                 |
| 193532 -      | 2000 YC96              | 30 de desembre de 2000 | Socorro              | LINEAR                 |
| 193533 -      | 2000 YD97              | 30 de desembre de 2000 | Socorro              | LINEAR                 |
| 193534 -      | 2000 YQ109             | 30 de desembre de 2000 | Socorro              | LINEAR                 |
| 193535 -      | 2000 YS109             | 30 de desembre de 2000 | Socorro              | LINEAR                 |
| 193536 -      | 2000 YT109             | 30 de desembre de 2000 | Socorro              | LINEAR                 |
| 193537 -      | 2000 YU112             | 30 de desembre de 2000 | Socorro              | LINEAR                 |
| 193538 -      | 2000 YX112             | 30 de desembre de 2000 | Socorro              | LINEAR                 |
| 193539 -      | 2000 YJ113             | 30 de desembre de 2000 | Socorro              | LINEAR                 |
| 193540 -      | 2000 YN113             | 30 de desembre de 2000 | Socorro              | LINEAR                 |
| 193541 -      | 2000 YO113             | 30 de desembre de 2000 | Socorro              | LINEAR                 |
| 193542 -      | 2000 YC114             | 30 de desembre de 2000 | Socorro              | LINEAR                 |
| 193543 -      | 2000 YT115             | 30 de desembre de 2000 | Socorro              | LINEAR                 |
| 193544 -      | 2000 YL117             | 30 de desembre de 2000 | Socorro              | LINEAR                 |
| 193545 -      | 2000 YN117             | 30 de desembre de 2000 | Socorro              | LINEAR                 |
| 193546 -      | 2000 YJ120             | 19 de desembre de 2000 | Socorro              | LINEAR                 |
| 193547 -      | 2000 YY120             | 20 de desembre de 2000 | Socorro              | LINEAR                 |
| 193548 -      | 2000 YD121             | 21 de desembre de 2000 | Socorro              | LINEAR                 |
| 193549 -      | 2000 YE122             | 28 de desembre de 2000 | Kitt Peak            | Spacewatch             |
| 193550 -      | 2000 YM125             | 29 de desembre de 2000 | Anderson Mesa        | LONEOS                 |
| 193551 -      | 2000 YX125             | 29 de desembre de 2000 | Anderson Mesa        | LONEOS                 |
| 193552 -      | 2000 YR126             | 29 de desembre de 2000 | Anderson Mesa        | LONEOS                 |
| 193553 -      | 2000 YF132             | 30 de desembre de 2000 | Socorro              | LINEAR                 |
| 193554 -      | 2000 YH133             | 31 de desembre de 2000 | Anderson Mesa        | LONEOS                 |
| 193555 -      | 2000 YL136             | 23 de desembre de 2000 | Socorro              | LINEAR                 |
| 193556 -      | 2000 YX139             | 31 de desembre de 2000 | Anderson Mesa        | LONEOS                 |
| 193557 -      | 2001 AS3               | 2 de gener de 2001     | Socorro              | LINEAR                 |
| 193558 -      | 2001 AA4               | 2 de gener de 2001     | Socorro              | LINEAR                 |
| 193559 -      | 2001 AM4               | 2 de gener de 2001     | Socorro              | LINEAR                 |
| 193560 -      | 2001 AW10              | 2 de gener de 2001     | Socorro              | LINEAR                 |
| 193561 -      | 2001 AG11              | 2 de gener de 2001     | Socorro              | LINEAR                 |
| 193562 -      | 2001 AZ11              | 2 de gener de 2001     | Socorro              | LINEAR                 |
| 193563 -      | 2001 AO12              | 2 de gener de 2001     | Socorro              | LINEAR                 |
| 193564 -      | 2001 AW15              | 2 de gener de 2001     | Socorro              | LINEAR                 |
| 193565 -      | 2001 AJ27              | 5 de gener de 2001     | Socorro              | LINEAR                 |
| 193566 -      | 2001 AR30              | 4 de gener de 2001     | Socorro              | LINEAR                 |
| 193567 -      | 2001 AE32              | 4 de gener de 2001     | Socorro              | LINEAR                 |
| 193568 -      | 2001 AO33              | 4 de gener de 2001     | Socorro              | LINEAR                 |
| 193569 -      | 2001 AB34              | 4 de gener de 2001     | Socorro              | LINEAR                 |
| 193570 -      | 2001 AR36              | 5 de gener de 2001     | Socorro              | LINEAR                 |
| 193571 -      | 2001 AG40              | 3 de gener de 2001     | Anderson Mesa        | LONEOS                 |
| 193572 -      | 2001 AW40              | 3 de gener de 2001     | Anderson Mesa        | LONEOS                 |
| 193573 -      | 2001 AM42              | 4 de gener de 2001     | Anderson Mesa        | LONEOS                 |
| 193574 -      | 2001 BB                | 17 de gener de 2001    | Oizumi               | T. Kobayashi           |
| 193575 -      | 2001 BF                | 17 de gener de 2001    | Oizumi               | T. Kobayashi           |
| 193576 -      | 2001 BG                | 17 de gener de 2001    | Oizumi               | T. Kobayashi           |
| 193577 -      | 2001 BY1               | 16 de gener de 2001    | Kitt Peak            | Spacewatch             |
| 193578 -      | 2001 BH2               | 16 de gener de 2001    | Haleakala            | NEAT                   |
| 193579 -      | 2001 BS2               | 18 de gener de 2001    | Socorro              | LINEAR                 |
| 193580 -      | 2001 BM6               | 19 de gener de 2001    | Socorro              | LINEAR                 |
| 193581 -      | 2001 BW9               | 16 de gener de 2001    | Kitt Peak            | Spacewatch             |
| 193582 -      | 2001 BF11              | 16 de gener de 2001    | Haleakala            | NEAT                   |
| 193583 -      | 2001 BG21              | 19 de gener de 2001    | Socorro              | LINEAR                 |
| 193584 -      | 2001 BL22              | 20 de gener de 2001    | Socorro              | LINEAR                 |
| 193585 -      | 2001 BB26              | 20 de gener de 2001    | Socorro              | LINEAR                 |
| 193586 -      | 2001 BT37              | 21 de gener de 2001    | Socorro              | LINEAR                 |
| 193587 -      | 2001 BQ38              | 23 de gener de 2001    | Oizumi               | T. Kobayashi           |
| 193588 -      | 2001 BE40              | 18 de gener de 2001    | Socorro              | LINEAR                 |
| 193589 -      | 2001 BS42              | 19 de gener de 2001    | Socorro              | LINEAR                 |
| 193590 -      | 2001 BQ45              | 21 de gener de 2001    | Socorro              | LINEAR                 |
| 193591 -      | 2001 BV45              | 21 de gener de 2001    | Socorro              | LINEAR                 |
| 193592 -      | 2001 BN46              | 21 de gener de 2001    | Socorro              | LINEAR                 |
| 193593 -      | 2001 BR46              | 21 de gener de 2001    | Socorro              | LINEAR                 |
| 193594 -      | 2001 BQ49              | 21 de gener de 2001    | Socorro              | LINEAR                 |
| 193595 -      | 2001 BK55              | 19 de gener de 2001    | Socorro              | LINEAR                 |
| 193596 -      | 2001 BV60              | 26 de gener de 2001    | Socorro              | LINEAR                 |
| 193597 -      | 2001 BO63              | 29 de gener de 2001    | Socorro              | LINEAR                 |
| 193598 -      | 2001 BF65              | 26 de gener de 2001    | Socorro              | LINEAR                 |
| 193599 -      | 2001 BJ66              | 26 de gener de 2001    | Socorro              | LINEAR                 |
| 193600 -      | 2001 BO67              | 31 de gener de 2001    | Socorro              | LINEAR                 |
| 193601-193700 |                        |                        |                      |                        |
| 193601 -      | 2001 BQ68              | 31 de gener de 2001    | Socorro              | LINEAR                 |
| 193602 -      | 2001 BL70              | 21 de gener de 2001    | Socorro              | LINEAR                 |
| 193603 -      | 2001 BU71              | 29 de gener de 2001    | Socorro              | LINEAR                 |
| 193604 -      | 2001 BG73              | 28 de gener de 2001    | Haleakala            | NEAT                   |
| 193605 -      | 2001 BX75              | 26 de gener de 2001    | Socorro              | LINEAR                 |
| 193606 -      | 2001 BF78              | 24 de gener de 2001    | Kitt Peak            | Spacewatch             |
| 193607 -      | 2001 BH82              | 18 de gener de 2001    | Socorro              | LINEAR                 |
| 193608 -      | 2001 CD2               | 1 de febrer de 2001    | Socorro              | LINEAR                 |
| 193609 -      | 2001 CA7               | 1 de febrer de 2001    | Socorro              | LINEAR                 |
| 193610 -      | 2001 CS8               | 1 de febrer de 2001    | Socorro              | LINEAR                 |
| 193611 -      | 2001 CQ12              | 1 de febrer de 2001    | Socorro              | LINEAR                 |
| 193612 -      | 2001 CG13              | 1 de febrer de 2001    | Socorro              | LINEAR                 |
| 193613 -      | 2001 CW13              | 1 de febrer de 2001    | Socorro              | LINEAR                 |
| 193614 -      | 2001 CZ13              | 1 de febrer de 2001    | Socorro              | LINEAR                 |
| 193615 -      | 2001 CY16              | 1 de febrer de 2001    | Socorro              | LINEAR                 |
| 193616 -      | 2001 CZ17              | 2 de febrer de 2001    | Socorro              | LINEAR                 |
| 193617 -      | 2001 CO18              | 2 de febrer de 2001    | Socorro              | LINEAR                 |
| 193618 -      | 2001 CP19              | 2 de febrer de 2001    | Socorro              | LINEAR                 |
| 193619 -      | 2001 CL21              | 1 de febrer de 2001    | Anderson Mesa        | LONEOS                 |
| 193620 -      | 2001 CZ21              | 1 de febrer de 2001    | Anderson Mesa        | LONEOS                 |
| 193621 -      | 2001 CU24              | 1 de febrer de 2001    | Socorro              | LINEAR                 |
| 193622 -      | 2001 CR25              | 1 de febrer de 2001    | Socorro              | LINEAR                 |
| 193623 -      | 2001 CC26              | 1 de febrer de 2001    | Kitt Peak            | Spacewatch             |
| 193624 -      | 2001 CW26              | 1 de febrer de 2001    | Haleakala            | NEAT                   |
| 193625 -      | 2001 CD29              | 2 de febrer de 2001    | Anderson Mesa        | LONEOS                 |
| 193626 -      | 2001 CV31              | 5 de febrer de 2001    | Socorro              | LINEAR                 |
| 193627 -      | 2001 CD33              | 13 de febrer de 2001   | Socorro              | LINEAR                 |
| 193628 -      | 2001 CQ33              | 13 de febrer de 2001   | Socorro              | LINEAR                 |
| 193629 -      | 2001 CY33              | 13 de febrer de 2001   | Socorro              | LINEAR                 |
| 193630 -      | 2001 CY34              | 13 de febrer de 2001   | Socorro              | LINEAR                 |
| 193631 -      | 2001 CA37              | 14 de febrer de 2001   | Ondřejov             | L. Šarounová           |
| 193632 -      | 2001 CU37              | 15 de febrer de 2001   | Socorro              | LINEAR                 |
| 193633 -      | 2001 CY39              | 13 de febrer de 2001   | Socorro              | LINEAR                 |
| 193634 -      | 2001 CS44              | 15 de febrer de 2001   | Socorro              | LINEAR                 |
| 193635 -      | 2001 CQ45              | 15 de febrer de 2001   | Socorro              | LINEAR                 |
| 193636 -      | 2001 CS45              | 15 de febrer de 2001   | Socorro              | LINEAR                 |
| 193637 -      | 2001 CQ48              | 12 de febrer de 2001   | Anderson Mesa        | LONEOS                 |
| 193638 -      | 2001 DY2               | 16 de febrer de 2001   | Socorro              | LINEAR                 |
| 193639 -      | 2001 DK13              | 19 de febrer de 2001   | Oizumi               | T. Kobayashi           |
| 193640 -      | 2001 DJ15              | 16 de febrer de 2001   | Socorro              | LINEAR                 |
| 193641 -      | 2001 DH16              | 16 de febrer de 2001   | Socorro              | LINEAR                 |
| 193642 -      | 2001 DH18              | 16 de febrer de 2001   | Socorro              | LINEAR                 |
| 193643 -      | 2001 DK18              | 16 de febrer de 2001   | Socorro              | LINEAR                 |
| 193644 -      | 2001 DL22              | 16 de febrer de 2001   | Socorro              | LINEAR                 |
| 193645 -      | 2001 DL23              | 17 de febrer de 2001   | Socorro              | LINEAR                 |
| 193646 -      | 2001 DF26              | 17 de febrer de 2001   | Socorro              | LINEAR                 |
| 193647 -      | 2001 DB28              | 17 de febrer de 2001   | Socorro              | LINEAR                 |
| 193648 -      | 2001 DT30              | 17 de febrer de 2001   | Socorro              | LINEAR                 |
| 193649 -      | 2001 DA38              | 19 de febrer de 2001   | Socorro              | LINEAR                 |
| 193650 -      | 2001 DU38              | 19 de febrer de 2001   | Socorro              | LINEAR                 |
| 193651 -      | 2001 DL41              | 19 de febrer de 2001   | Socorro              | LINEAR                 |
| 193652 -      | 2001 DX41              | 19 de febrer de 2001   | Socorro              | LINEAR                 |
| 193653 -      | 2001 DB42              | 19 de febrer de 2001   | Socorro              | LINEAR                 |
| 193654 -      | 2001 DV42              | 19 de febrer de 2001   | Socorro              | LINEAR                 |
| 193655 -      | 2001 DV44              | 19 de febrer de 2001   | Socorro              | LINEAR                 |
| 193656 -      | 2001 DK45              | 19 de febrer de 2001   | Socorro              | LINEAR                 |
| 193657 -      | 2001 DP48              | 16 de febrer de 2001   | Socorro              | LINEAR                 |
| 193658 -      | 2001 DH50              | 16 de febrer de 2001   | Socorro              | LINEAR                 |
| 193659 -      | 2001 DX53              | 20 de febrer de 2001   | Črni Vrh             | Črni Vrh               |
| 193660 -      | 2001 DB55              | 16 de febrer de 2001   | Kitt Peak            | Spacewatch             |
| 193661 -      | 2001 DH56              | 16 de febrer de 2001   | Kitt Peak            | Spacewatch             |
| 193662 -      | 2001 DA60              | 19 de febrer de 2001   | Socorro              | LINEAR                 |
| 193663 -      | 2001 DG62              | 19 de febrer de 2001   | Socorro              | LINEAR                 |
| 193664 -      | 2001 DR62              | 19 de febrer de 2001   | Socorro              | LINEAR                 |
| 193665 -      | 2001 DU62              | 19 de febrer de 2001   | Socorro              | LINEAR                 |
| 193666 -      | 2001 DE63              | 19 de febrer de 2001   | Socorro              | LINEAR                 |
| 193667 -      | 2001 DU64              | 19 de febrer de 2001   | Socorro              | LINEAR                 |
| 193668 -      | 2001 DJ66              | 19 de febrer de 2001   | Socorro              | LINEAR                 |
| 193669 -      | 2001 DV66              | 19 de febrer de 2001   | Socorro              | LINEAR                 |
| 193670 -      | 2001 DY76              | 22 de febrer de 2001   | Kitt Peak            | Spacewatch             |
| 193671 -      | 2001 DV84              | 23 de febrer de 2001   | Cerro Tololo         | Deep Lens Survey       |
| 193672 -      | 2001 DA91              | 21 de febrer de 2001   | Haleakala            | NEAT                   |
| 193673 -      | 2001 DQ96              | 17 de febrer de 2001   | Socorro              | LINEAR                 |
| 193674 -      | 2001 DT99              | 17 de febrer de 2001   | Haleakala            | NEAT                   |
| 193675 -      | 2001 DA100             | 17 de febrer de 2001   | Haleakala            | NEAT                   |
| 193676 -      | 2001 DN103             | 16 de febrer de 2001   | Socorro              | LINEAR                 |
| 193677 -      | 2001 DH104             | 16 de febrer de 2001   | Anderson Mesa        | LONEOS                 |
| 193678 -      | 2001 DA105             | 16 de febrer de 2001   | Anderson Mesa        | LONEOS                 |
| 193679 -      | 2001 EO1               | 1 de març de 2001      | Socorro              | LINEAR                 |
| 193680 -      | 2001 EX1               | 1 de març de 2001      | Socorro              | LINEAR                 |
| 193681 -      | 2001 EE8               | 2 de març de 2001      | Anderson Mesa        | LONEOS                 |
| 193682 -      | 2001 EH14              | 15 de març de 2001     | Socorro              | LINEAR                 |
| 193683 -      | 2001 EO14              | 15 de març de 2001     | Socorro              | LINEAR                 |
| 193684 -      | 2001 EP15              | 14 de març de 2001     | Socorro              | LINEAR                 |
| 193685 -      | 2001 EG16              | 15 de març de 2001     | Haleakala            | NEAT                   |
| 193686 -      | 2001 EP25              | 15 de març de 2001     | Haleakala            | NEAT                   |
| 193687 -      | 2001 ET27              | 2 de març de 2001      | Anderson Mesa        | LONEOS                 |
| 193688 -      | 2001 FY2               | 18 de març de 2001     | Socorro              | LINEAR                 |
| 193689 -      | 2001 FQ4               | 19 de març de 2001     | Kitt Peak            | Spacewatch             |
| 193690 -      | 2001 FE10              | 19 de març de 2001     | Anderson Mesa        | LONEOS                 |
| 193691 -      | 2001 FG11              | 19 de març de 2001     | Anderson Mesa        | LONEOS                 |
| 193692 -      | 2001 FA13              | 19 de març de 2001     | Anderson Mesa        | LONEOS                 |
| 193693 -      | 2001 FZ24              | 18 de març de 2001     | Socorro              | LINEAR                 |
| 193694 -      | 2001 FK25              | 18 de març de 2001     | Socorro              | LINEAR                 |
| 193695 -      | 2001 FU29              | 19 de març de 2001     | Haleakala            | NEAT                   |
| 193696 -      | 2001 FN37              | 18 de març de 2001     | Socorro              | LINEAR                 |
| 193697 -      | 2001 FV42              | 18 de març de 2001     | Socorro              | LINEAR                 |
| 193698 -      | 2001 FR45              | 18 de març de 2001     | Socorro              | LINEAR                 |
| 193699 -      | 2001 FQ52              | 18 de març de 2001     | Socorro              | LINEAR                 |
| 193700 -      | 2001 FV57              | 21 de març de 2001     | Socorro              | LINEAR                 |
| 193701-193800 |                        |                        |                      |                        |
| 193701 -      | 2001 FH58              | 19 de març de 2001     | Socorro              | LINEAR                 |
| 193702 -      | 2001 FS62              | 19 de març de 2001     | Socorro              | LINEAR                 |
| 193703 -      | 2001 FX63              | 19 de març de 2001     | Socorro              | LINEAR                 |
| 193704 -      | 2001 FQ65              | 19 de març de 2001     | Socorro              | LINEAR                 |
| 193705 -      | 2001 FT69              | 19 de març de 2001     | Socorro              | LINEAR                 |
| 193706 -      | 2001 FB75              | 19 de març de 2001     | Socorro              | LINEAR                 |
| 193707 -      | 2001 FK79              | 21 de març de 2001     | Socorro              | LINEAR                 |
| 193708 -      | 2001 FE80              | 21 de març de 2001     | Socorro              | LINEAR                 |
| 193709 -      | 2001 FG82              | 23 de març de 2001     | Socorro              | LINEAR                 |
| 193710 -      | 2001 FT82              | 23 de març de 2001     | Socorro              | LINEAR                 |
| 193711 -      | 2001 FC83              | 24 de març de 2001     | Socorro              | LINEAR                 |
| 193712 -      | 2001 FO84              | 26 de març de 2001     | Kitt Peak            | Spacewatch             |
| 193713 -      | 2001 FG87              | 21 de març de 2001     | Anderson Mesa        | LONEOS                 |
| 193714 -      | 2001 FA90              | 27 de març de 2001     | Kitt Peak            | Spacewatch             |
| 193715 -      | 2001 FP91              | 16 de març de 2001     | Kitt Peak            | Spacewatch             |
| 193716 -      | 2001 FF100             | 17 de març de 2001     | Socorro              | LINEAR                 |
| 193717 -      | 2001 FP102             | 17 de març de 2001     | Eskridge             | Eskridge               |
| 193718 -      | 2001 FW106             | 18 de març de 2001     | Anderson Mesa        | LONEOS                 |
| 193719 -      | 2001 FY106             | 18 de març de 2001     | Anderson Mesa        | LONEOS                 |
| 193720 -      | 2001 FE107             | 18 de març de 2001     | Anderson Mesa        | LONEOS                 |
| 193721 -      | 2001 FN107             | 18 de març de 2001     | Anderson Mesa        | LONEOS                 |
| 193722 -      | 2001 FR111             | 18 de març de 2001     | Socorro              | LINEAR                 |
| 193723 -      | 2001 FP112             | 18 de març de 2001     | Haleakala            | NEAT                   |
| 193724 -      | 2001 FT113             | 19 de març de 2001     | Anderson Mesa        | LONEOS                 |
| 193725 -      | 2001 FR114             | 19 de març de 2001     | Anderson Mesa        | LONEOS                 |
| 193726 -      | 2001 FQ139             | 21 de març de 2001     | Kitt Peak            | Spacewatch             |
| 193727 -      | 2001 FS139             | 21 de març de 2001     | Kitt Peak            | Spacewatch             |
| 193728 -      | 2001 FJ149             | 24 de març de 2001     | Socorro              | LINEAR                 |
| 193729 -      | 2001 FZ153             | 26 de març de 2001     | Socorro              | LINEAR                 |
| 193730 -      | 2001 FE156             | 26 de març de 2001     | Haleakala            | NEAT                   |
| 193731 -      | 2001 FY162             | 18 de març de 2001     | Socorro              | LINEAR                 |
| 193732 -      | 2001 FF168             | 21 de març de 2001     | Kitt Peak            | Spacewatch             |
| 193733 -      | 2001 FX169             | 24 de març de 2001     | Kitt Peak            | Spacewatch             |
| 193734 -      | 2001 FY179             | 20 de març de 2001     | Anderson Mesa        | LONEOS                 |
| 193735 -      | 2001 FD180             | 20 de març de 2001     | Anderson Mesa        | LONEOS                 |
| 193736 -      | 2001 FQ182             | 25 de març de 2001     | Kitt Peak            | M. W. Buie             |
| 193737 -      | 2001 FY185             | 16 de març de 2001     | Socorro              | LINEAR                 |
| 193738 -      | 2001 FT186             | 18 de març de 2001     | Anderson Mesa        | LONEOS                 |
| 193739 -      | 2001 FQ187             | 20 de març de 2001     | Kitt Peak            | Spacewatch             |
| 193740 -      | 2001 FK188             | 16 de març de 2001     | Socorro              | LINEAR                 |
| 193741 -      | 2001 HY19              | 26 d'abril de 2001     | Kitt Peak            | Spacewatch             |
| 193742 -      | 2001 HE33              | 27 d'abril de 2001     | Socorro              | LINEAR                 |
| 193743 -      | 2001 HG54              | 24 d'abril de 2001     | Anderson Mesa        | LONEOS                 |
| 193744 -      | 2001 HW56              | 24 d'abril de 2001     | Haleakala            | NEAT                   |
| 193745 -      | 2001 HX58              | 17 d'abril de 2001     | Anderson Mesa        | LONEOS                 |
| 193746 -      | 2001 JB3               | 15 de maig de 2001     | Anderson Mesa        | LONEOS                 |
| 193747 -      | 2001 JZ3               | 15 de maig de 2001     | Haleakala            | NEAT                   |
| 193748 -      | 2001 JS9               | 15 de maig de 2001     | Haleakala            | NEAT                   |
| 193749 -      | 2001 KG                | 17 de maig de 2001     | Socorro              | LINEAR                 |
| 193750 -      | 2001 KC3               | 17 de maig de 2001     | Socorro              | LINEAR                 |
| 193751 -      | 2001 KH9               | 18 de maig de 2001     | Socorro              | LINEAR                 |
| 193752 -      | 2001 KR15              | 18 de maig de 2001     | Socorro              | LINEAR                 |
| 193753 -      | 2001 KB25              | 17 de maig de 2001     | Socorro              | LINEAR                 |
| 193754 -      | 2001 KH31              | 22 de maig de 2001     | Socorro              | LINEAR                 |
| 193755 -      | 2001 KP40              | 23 de maig de 2001     | Socorro              | LINEAR                 |
| 193756 -      | 2001 KA51              | 21 de maig de 2001     | Socorro              | LINEAR                 |
| 193757 -      | 2001 KV60              | 17 de maig de 2001     | Kitt Peak            | Spacewatch             |
| 193758 -      | 2001 KN66              | 23 de maig de 2001     | Socorro              | LINEAR                 |
| 193759 -      | 2001 KG72              | 24 de maig de 2001     | Socorro              | LINEAR                 |
| 193760 -      | 2001 KY73              | 25 de maig de 2001     | Kitt Peak            | Spacewatch             |
| 193761 -      | 2001 KB74              | 25 de maig de 2001     | Kitt Peak            | Spacewatch             |
| 193762 -      | 2001 KO74              | 26 de maig de 2001     | Socorro              | LINEAR                 |
| 193763 -      | 2001 LF12              | 15 de juny de 2001     | Socorro              | LINEAR                 |
| 193764 -      | 2001 LG13              | 15 de juny de 2001     | Socorro              | LINEAR                 |
| 193765 -      | 2001 MQ                | 17 de juny de 2001     | Palomar              | NEAT                   |
| 193766 -      | 2001 MW1               | 18 de juny de 2001     | Wise                 | Wise                   |
| 193767 -      | 2001 ME13              | 23 de juny de 2001     | Palomar              | NEAT                   |
| 193768 -      | 2001 MW16              | 27 de juny de 2001     | Palomar              | NEAT                   |
| 193769 -      | 2001 MH23              | 27 de juny de 2001     | Haleakala            | NEAT                   |
| 193770 -      | 2001 NK                | 9 de juliol de 2001    | Needville            | Needville              |
| 193771 -      | 2001 NW2               | 12 de juliol de 2001   | Palomar              | NEAT                   |
| 193772 -      | 2001 NK4               | 13 de juliol de 2001   | Palomar              | NEAT                   |
| 193773 -      | 2001 OX                | 17 de juliol de 2001   | Haleakala            | NEAT                   |
| 193774 -      | 2001 OK5               | 17 de juliol de 2001   | Anderson Mesa        | LONEOS                 |
| 193775 -      | 2001 OL5               | 17 de juliol de 2001   | Anderson Mesa        | LONEOS                 |
| 193776 -      | 2001 OT11              | 18 de juliol de 2001   | Haleakala            | NEAT                   |
| 193777 -      | 2001 OG15              | 18 de juliol de 2001   | Palomar              | NEAT                   |
| 193778 -      | 2001 OM16              | 22 de juliol de 2001   | Jonathan B. Postel   | V. Pozzoli             |
| 193779 -      | 2001 OT17              | 17 de juliol de 2001   | Haleakala            | NEAT                   |
| 193780 -      | 2001 OX24              | 16 de juliol de 2001   | Anderson Mesa        | LONEOS                 |
| 193781 -      | 2001 OR25              | 18 de juliol de 2001   | Haleakala            | NEAT                   |
| 193782 -      | 2001 OA34              | 19 de juliol de 2001   | Palomar              | NEAT                   |
| 193783 -      | 2001 OT34              | 19 de juliol de 2001   | Palomar              | NEAT                   |
| 193784 -      | 2001 OT40              | 20 de juliol de 2001   | Palomar              | NEAT                   |
| 193785 -      | 2001 OX44              | 16 de juliol de 2001   | Anderson Mesa        | LONEOS                 |
| 193786 -      | 2001 OP48              | 16 de juliol de 2001   | Haleakala            | NEAT                   |
| 193787 -      | 2001 OJ51              | 21 de juliol de 2001   | Palomar              | NEAT                   |
| 193788 -      | 2001 OZ53              | 21 de juliol de 2001   | Palomar              | NEAT                   |
| 193789 -      | 2001 OB59              | 21 de juliol de 2001   | Haleakala            | NEAT                   |
| 193790 -      | 2001 OL72              | 21 de juliol de 2001   | Anderson Mesa        | LONEOS                 |
| 193791 -      | 2001 OE73              | 21 de juliol de 2001   | Anderson Mesa        | LONEOS                 |
| 193792 -      | 2001 OB79              | 26 de juliol de 2001   | Palomar              | NEAT                   |
| 193793 -      | 2001 OR79              | 27 de juliol de 2001   | Palomar              | NEAT                   |
| 193794 -      | 2001 OB87              | 29 de juliol de 2001   | Palomar              | NEAT                   |
| 193795 -      | 2001 OF98              | 25 de juliol de 2001   | Haleakala            | NEAT                   |
| 193796 -      | 2001 OB104             | 30 de juliol de 2001   | Socorro              | LINEAR                 |
| 193797 -      | 2001 OO106             | 29 de juliol de 2001   | Socorro              | LINEAR                 |
| 193798 -      | 2001 PF8               | 11 d'agost de 2001     | Palomar              | NEAT                   |
| 193799 -      | 2001 PE12              | 11 d'agost de 2001     | Haleakala            | NEAT                   |
| 193800 -      | 2001 PM12              | 12 d'agost de 2001     | Palomar              | NEAT                   |
| 193801-193900 |                        |                        |                      |                        |
| 193801 -      | 2001 PV13              | 14 d'agost de 2001     | Emerald Lane         | L. Ball                |
| 193802 -      | 2001 PS17              | 9 d'agost de 2001      | Palomar              | NEAT                   |
| 193803 -      | 2001 PF19              | 10 d'agost de 2001     | Palomar              | NEAT                   |
| 193804 -      | 2001 PQ20              | 10 d'agost de 2001     | Palomar              | NEAT                   |
| 193805 -      | 2001 PA21              | 10 d'agost de 2001     | Haleakala            | NEAT                   |
| 193806 -      | 2001 PO21              | 10 d'agost de 2001     | Haleakala            | NEAT                   |
| 193807 -      | 2001 PM22              | 10 d'agost de 2001     | Haleakala            | NEAT                   |
| 193808 -      | 2001 PK23              | 11 d'agost de 2001     | Haleakala            | NEAT                   |
| 193809 -      | 2001 PQ27              | 11 d'agost de 2001     | Haleakala            | NEAT                   |
| 193810 -      | 2001 PA39              | 11 d'agost de 2001     | Palomar              | NEAT                   |
| 193811 -      | 2001 PP42              | 12 d'agost de 2001     | Palomar              | NEAT                   |
| 193812 -      | 2001 PV50              | 10 d'agost de 2001     | Palomar              | NEAT                   |
| 193813 -      | 2001 PM52              | 15 d'agost de 2001     | Haleakala            | NEAT                   |
| 193814 -      | 2001 PV57              | 14 d'agost de 2001     | Haleakala            | NEAT                   |
| 193815 -      | 2001 PW57              | 14 d'agost de 2001     | Haleakala            | NEAT                   |
| 193816 -      | 2001 PM65              | 12 d'agost de 2001     | Palomar              | NEAT                   |
| 193817 -      | 2001 PR65              | 13 d'agost de 2001     | Haleakala            | NEAT                   |
| 193818 -      | 2001 QH                | 16 d'agost de 2001     | San Marcello         | L. Tesi, G. Forti      |
| 193819 -      | 2001 QE8               | 16 d'agost de 2001     | Socorro              | LINEAR                 |
| 193820 -      | 2001 QV9               | 16 d'agost de 2001     | Socorro              | LINEAR                 |
| 193821 -      | 2001 QN17              | 16 d'agost de 2001     | Socorro              | LINEAR                 |
| 193822 -      | 2001 QD20              | 16 d'agost de 2001     | Socorro              | LINEAR                 |
| 193823 -      | 2001 QL26              | 16 d'agost de 2001     | Socorro              | LINEAR                 |
| 193824 -      | 2001 QO26              | 16 d'agost de 2001     | Socorro              | LINEAR                 |
| 193825 -      | 2001 QT27              | 16 d'agost de 2001     | Socorro              | LINEAR                 |
| 193826 -      | 2001 QM32              | 17 d'agost de 2001     | Socorro              | LINEAR                 |
| 193827 -      | 2001 QX34              | 16 d'agost de 2001     | Socorro              | LINEAR                 |
| 193828 -      | 2001 QC35              | 16 d'agost de 2001     | Socorro              | LINEAR                 |
| 193829 -      | 2001 QX38              | 16 d'agost de 2001     | Socorro              | LINEAR                 |
| 193830 -      | 2001 QS41              | 16 d'agost de 2001     | Socorro              | LINEAR                 |
| 193831 -      | 2001 QU42              | 16 d'agost de 2001     | Socorro              | LINEAR                 |
| 193832 -      | 2001 QW42              | 16 d'agost de 2001     | Socorro              | LINEAR                 |
| 193833 -      | 2001 QG43              | 16 d'agost de 2001     | Socorro              | LINEAR                 |
| 193834 -      | 2001 QQ43              | 16 d'agost de 2001     | Socorro              | LINEAR                 |
| 193835 -      | 2001 QZ47              | 16 d'agost de 2001     | Socorro              | LINEAR                 |
| 193836 -      | 2001 QG48              | 16 d'agost de 2001     | Socorro              | LINEAR                 |
| 193837 -      | 2001 QQ52              | 16 d'agost de 2001     | Socorro              | LINEAR                 |
| 193838 -      | 2001 QQ55              | 16 d'agost de 2001     | Socorro              | LINEAR                 |
| 193839 -      | 2001 QM56              | 16 d'agost de 2001     | Socorro              | LINEAR                 |
| 193840 -      | 2001 QC59              | 17 d'agost de 2001     | Socorro              | LINEAR                 |
| 193841 -      | 2001 QJ63              | 16 d'agost de 2001     | Socorro              | LINEAR                 |
| 193842 -      | 2001 QX67              | 19 d'agost de 2001     | Socorro              | LINEAR                 |
| 193843 -      | 2001 QU72              | 20 d'agost de 2001     | Palomar              | NEAT                   |
| 193844 -      | 2001 QR81              | 17 d'agost de 2001     | Socorro              | LINEAR                 |
| 193845 -      | 2001 QL100             | 21 d'agost de 2001     | Palomar              | NEAT                   |
| 193846 -      | 2001 QZ103             | 20 d'agost de 2001     | Socorro              | LINEAR                 |
| 193847 -      | 2001 QG109             | 20 d'agost de 2001     | Palomar              | NEAT                   |
| 193848 -      | 2001 QL109             | 20 d'agost de 2001     | Haleakala            | NEAT                   |
| 193849 -      | 2001 QK111             | 26 d'agost de 2001     | Eskridge             | Eskridge               |
| 193850 -      | 2001 QT112             | 25 d'agost de 2001     | Socorro              | LINEAR                 |
| 193851 -      | 2001 QM114             | 17 d'agost de 2001     | Socorro              | LINEAR                 |
| 193852 -      | 2001 QS114             | 17 d'agost de 2001     | Socorro              | LINEAR                 |
| 193853 -      | 2001 QY115             | 17 d'agost de 2001     | Socorro              | LINEAR                 |
| 193854 -      | 2001 QH117             | 17 d'agost de 2001     | Socorro              | LINEAR                 |
| 193855 -      | 2001 QZ120             | 19 d'agost de 2001     | Socorro              | LINEAR                 |
| 193856 -      | 2001 QX123             | 19 d'agost de 2001     | Socorro              | LINEAR                 |
| 193857 -      | 2001 QY125             | 19 d'agost de 2001     | Socorro              | LINEAR                 |
| 193858 -      | 2001 QD127             | 20 d'agost de 2001     | Socorro              | LINEAR                 |
| 193859 -      | 2001 QZ128             | 20 d'agost de 2001     | Socorro              | LINEAR                 |
| 193860 -      | 2001 QT133             | 21 d'agost de 2001     | Socorro              | LINEAR                 |
| 193861 -      | 2001 QD137             | 22 d'agost de 2001     | Socorro              | LINEAR                 |
| 193862 -      | 2001 QK141             | 24 d'agost de 2001     | Socorro              | LINEAR                 |
| 193863 -      | 2001 QY141             | 24 d'agost de 2001     | Socorro              | LINEAR                 |
| 193864 -      | 2001 QA142             | 24 d'agost de 2001     | Socorro              | LINEAR                 |
| 193865 -      | 2001 QS142             | 24 d'agost de 2001     | Goodricke-Pigott     | R. A. Tucker           |
| 193866 -      | 2001 QC143             | 21 d'agost de 2001     | Kitt Peak            | Spacewatch             |
| 193867 -      | 2001 QO145             | 24 d'agost de 2001     | Kitt Peak            | Spacewatch             |
| 193868 -      | 2001 QC149             | 21 d'agost de 2001     | Haleakala            | NEAT                   |
| 193869 -      | 2001 QD153             | 26 d'agost de 2001     | Desert Eagle         | W. K. Y. Yeung         |
| 193870 -      | 2001 QF154             | 29 d'agost de 2001     | Ondřejov             | M. Wolf, L. Šarounová  |
| 193871 -      | 2001 QA156             | 23 d'agost de 2001     | Anderson Mesa        | LONEOS                 |
| 193872 -      | 2001 QO156             | 23 d'agost de 2001     | Anderson Mesa        | LONEOS                 |
| 193873 -      | 2001 QX157             | 23 d'agost de 2001     | Anderson Mesa        | LONEOS                 |
| 193874 -      | 2001 QA161             | 23 d'agost de 2001     | Anderson Mesa        | LONEOS                 |
| 193875 -      | 2001 QW161             | 23 d'agost de 2001     | Anderson Mesa        | LONEOS                 |
| 193876 -      | 2001 QW166             | 24 d'agost de 2001     | Haleakala            | NEAT                   |
| 193877 -      | 2001 QF174             | 26 d'agost de 2001     | Socorro              | LINEAR                 |
| 193878 -      | 2001 QT178             | 27 d'agost de 2001     | Palomar              | NEAT                   |
| 193879 -      | 2001 QQ179             | 25 d'agost de 2001     | Palomar              | NEAT                   |
| 193880 -      | 2001 QE180             | 25 d'agost de 2001     | Palomar              | NEAT                   |
| 193881 -      | 2001 QT180             | 26 d'agost de 2001     | Palomar              | NEAT                   |
| 193882 -      | 2001 QW182             | 17 d'agost de 2001     | Palomar              | NEAT                   |
| 193883 -      | 2001 QC183             | 27 d'agost de 2001     | Palomar              | NEAT                   |
| 193884 -      | 2001 QZ186             | 21 d'agost de 2001     | Desert Eagle         | W. K. Y. Yeung         |
| 193885 -      | 2001 QN201             | 22 d'agost de 2001     | Kitt Peak            | Spacewatch             |
| 193886 -      | 2001 QO202             | 23 d'agost de 2001     | Anderson Mesa        | LONEOS                 |
| 193887 -      | 2001 QO203             | 23 d'agost de 2001     | Socorro              | LINEAR                 |
| 193888 -      | 2001 QL206             | 23 d'agost de 2001     | Anderson Mesa        | LONEOS                 |
| 193889 -      | 2001 QW208             | 23 d'agost de 2001     | Anderson Mesa        | LONEOS                 |
| 193890 -      | 2001 QK215             | 23 d'agost de 2001     | Anderson Mesa        | LONEOS                 |
| 193891 -      | 2001 QM215             | 23 d'agost de 2001     | Anderson Mesa        | LONEOS                 |
| 193892 -      | 2001 QZ215             | 23 d'agost de 2001     | Anderson Mesa        | LONEOS                 |
| 193893 -      | 2001 QF218             | 23 d'agost de 2001     | Anderson Mesa        | LONEOS                 |
| 193894 -      | 2001 QH225             | 24 d'agost de 2001     | Desert Eagle         | W. K. Y. Yeung         |
| 193895 -      | 2001 QJ226             | 24 d'agost de 2001     | Anderson Mesa        | LONEOS                 |
| 193896 -      | 2001 QX229             | 24 d'agost de 2001     | Anderson Mesa        | LONEOS                 |
| 193897 -      | 2001 QF230             | 24 d'agost de 2001     | Anderson Mesa        | LONEOS                 |
| 193898 -      | 2001 QK230             | 24 d'agost de 2001     | Anderson Mesa        | LONEOS                 |
| 193899 -      | 2001 QY230             | 24 d'agost de 2001     | Anderson Mesa        | LONEOS                 |
| 193900 -      | 2001 QE234             | 24 d'agost de 2001     | Socorro              | LINEAR                 |
| 193901-194000 |                        |                        |                      |                        |
| 193901 -      | 2001 QZ237             | 24 d'agost de 2001     | Socorro              | LINEAR                 |
| 193902 -      | 2001 QJ242             | 24 d'agost de 2001     | Socorro              | LINEAR                 |
| 193903 -      | 2001 QC245             | 24 d'agost de 2001     | Socorro              | LINEAR                 |
| 193904 -      | 2001 QB247             | 24 d'agost de 2001     | Socorro              | LINEAR                 |
| 193905 -      | 2001 QN247             | 24 d'agost de 2001     | Socorro              | LINEAR                 |
| 193906 -      | 2001 QP247             | 24 d'agost de 2001     | Socorro              | LINEAR                 |
| 193907 -      | 2001 QT247             | 24 d'agost de 2001     | Socorro              | LINEAR                 |
| 193908 -      | 2001 QR248             | 24 d'agost de 2001     | Socorro              | LINEAR                 |
| 193909 -      | 2001 QH249             | 24 d'agost de 2001     | Socorro              | LINEAR                 |
| 193910 -      | 2001 QY249             | 24 d'agost de 2001     | Haleakala            | NEAT                   |
| 193911 -      | 2001 QW252             | 25 d'agost de 2001     | Socorro              | LINEAR                 |
| 193912 -      | 2001 QT255             | 25 d'agost de 2001     | Socorro              | LINEAR                 |
| 193913 -      | 2001 QV255             | 25 d'agost de 2001     | Socorro              | LINEAR                 |
| 193914 -      | 2001 QA261             | 25 d'agost de 2001     | Socorro              | LINEAR                 |
| 193915 -      | 2001 QE268             | 20 d'agost de 2001     | Socorro              | LINEAR                 |
| 193916 -      | 2001 QF270             | 19 d'agost de 2001     | Socorro              | LINEAR                 |
| 193917 -      | 2001 QF273             | 19 d'agost de 2001     | Socorro              | LINEAR                 |
| 193918 -      | 2001 QH276             | 19 d'agost de 2001     | Socorro              | LINEAR                 |
| 193919 -      | 2001 QS278             | 19 d'agost de 2001     | Socorro              | LINEAR                 |
| 193920 -      | 2001 QO284             | 30 d'agost de 2001     | Palomar              | NEAT                   |
| 193921 -      | 2001 QE287             | 17 d'agost de 2001     | Socorro              | LINEAR                 |
| 193922 -      | 2001 QC288             | 17 d'agost de 2001     | Socorro              | LINEAR                 |
| 193923 -      | 2001 QY291             | 16 d'agost de 2001     | Socorro              | LINEAR                 |
| 193924 -      | 2001 QR293             | 28 d'agost de 2001     | Bergisch Gladbach    | W. Bickel              |
| 193925 -      | 2001 QC330             | 25 d'agost de 2001     | Anderson Mesa        | LONEOS                 |
| 193926 -      | 2001 RW2               | 9 de setembre de 2001  | Desert Eagle         | W. K. Y. Yeung         |
| 193927 -      | 2001 RQ5               | 9 de setembre de 2001  | Desert Eagle         | W. K. Y. Yeung         |
| 193928 -      | 2001 RJ15              | 10 de setembre de 2001 | Socorro              | LINEAR                 |
| 193929 -      | 2001 RF21              | 7 de setembre de 2001  | Socorro              | LINEAR                 |
| 193930 -      | 2001 RF22              | 7 de setembre de 2001  | Socorro              | LINEAR                 |
| 193931 -      | 2001 RM25              | 7 de setembre de 2001  | Socorro              | LINEAR                 |
| 193932 -      | 2001 RO25              | 7 de setembre de 2001  | Socorro              | LINEAR                 |
| 193933 -      | 2001 RR25              | 7 de setembre de 2001  | Socorro              | LINEAR                 |
| 193934 -      | 2001 RW27              | 7 de setembre de 2001  | Socorro              | LINEAR                 |
| 193935 -      | 2001 RX27              | 7 de setembre de 2001  | Socorro              | LINEAR                 |
| 193936 -      | 2001 RG28              | 7 de setembre de 2001  | Socorro              | LINEAR                 |
| 193937 -      | 2001 RT28              | 7 de setembre de 2001  | Socorro              | LINEAR                 |
| 193938 -      | 2001 RU30              | 7 de setembre de 2001  | Socorro              | LINEAR                 |
| 193939 -      | 2001 RL32              | 8 de setembre de 2001  | Socorro              | LINEAR                 |
| 193940 -      | 2001 RC34              | 8 de setembre de 2001  | Socorro              | LINEAR                 |
| 193941 -      | 2001 RV34              | 8 de setembre de 2001  | Socorro              | LINEAR                 |
| 193942 -      | 2001 RQ36              | 8 de setembre de 2001  | Socorro              | LINEAR                 |
| 193943 -      | 2001 RV37              | 8 de setembre de 2001  | Socorro              | LINEAR                 |
| 193944 -      | 2001 RY38              | 9 de setembre de 2001  | Socorro              | LINEAR                 |
| 193945 -      | 2001 RT42              | 11 de setembre de 2001 | Socorro              | LINEAR                 |
| 193946 -      | 2001 RH43              | 11 de setembre de 2001 | Oakley               | Oakley                 |
| 193947 -      | 2001 RA46              | 15 de setembre de 2001 | Emerald Lane         | L. Ball                |
| 193948 -      | 2001 RQ47              | 12 de setembre de 2001 | Socorro              | LINEAR                 |
| 193949 -      | 2001 RM52              | 12 de setembre de 2001 | Socorro              | LINEAR                 |
| 193950 -      | 2001 RP56              | 12 de setembre de 2001 | Socorro              | LINEAR                 |
| 193951 -      | 2001 RK58              | 12 de setembre de 2001 | Socorro              | LINEAR                 |
| 193952 -      | 2001 RH62              | 12 de setembre de 2001 | Socorro              | LINEAR                 |
| 193953 -      | 2001 RP64              | 10 de setembre de 2001 | Socorro              | LINEAR                 |
| 193954 -      | 2001 RW65              | 10 de setembre de 2001 | Socorro              | LINEAR                 |
| 193955 -      | 2001 RC68              | 10 de setembre de 2001 | Socorro              | LINEAR                 |
| 193956 -      | 2001 RU68              | 10 de setembre de 2001 | Socorro              | LINEAR                 |
| 193957 -      | 2001 RX72              | 10 de setembre de 2001 | Socorro              | LINEAR                 |
| 193958 -      | 2001 RH74              | 10 de setembre de 2001 | Socorro              | LINEAR                 |
| 193959 -      | 2001 RL80              | 13 de setembre de 2001 | Palomar              | NEAT                   |
| 193960 -      | 2001 RG81              | 14 de setembre de 2001 | Palomar              | NEAT                   |
| 193961 -      | 2001 RE83              | 11 de setembre de 2001 | Anderson Mesa        | LONEOS                 |
| 193962 -      | 2001 RK86              | 11 de setembre de 2001 | Anderson Mesa        | LONEOS                 |
| 193963 -      | 2001 RM88              | 11 de setembre de 2001 | Anderson Mesa        | LONEOS                 |
| 193964 -      | 2001 RD90              | 11 de setembre de 2001 | Anderson Mesa        | LONEOS                 |
| 193965 -      | 2001 RE90              | 11 de setembre de 2001 | Anderson Mesa        | LONEOS                 |
| 193966 -      | 2001 RA92              | 11 de setembre de 2001 | Anderson Mesa        | LONEOS                 |
| 193967 -      | 2001 RC93              | 11 de setembre de 2001 | Anderson Mesa        | LONEOS                 |
| 193968 -      | 2001 RV93              | 11 de setembre de 2001 | Anderson Mesa        | LONEOS                 |
| 193969 -      | 2001 RY94              | 11 de setembre de 2001 | Anderson Mesa        | LONEOS                 |
| 193970 -      | 2001 RW98              | 12 de setembre de 2001 | Socorro              | LINEAR                 |
| 193971 -      | 2001 RW99              | 12 de setembre de 2001 | Socorro              | LINEAR                 |
| 193972 -      | 2001 RD102             | 12 de setembre de 2001 | Socorro              | LINEAR                 |
| 193973 -      | 2001 RA103             | 12 de setembre de 2001 | Socorro              | LINEAR                 |
| 193974 -      | 2001 RW104             | 12 de setembre de 2001 | Socorro              | LINEAR                 |
| 193975 -      | 2001 RQ106             | 12 de setembre de 2001 | Socorro              | LINEAR                 |
| 193976 -      | 2001 RV116             | 12 de setembre de 2001 | Socorro              | LINEAR                 |
| 193977 -      | 2001 RG120             | 12 de setembre de 2001 | Socorro              | LINEAR                 |
| 193978 -      | 2001 RD121             | 12 de setembre de 2001 | Socorro              | LINEAR                 |
| 193979 -      | 2001 RK124             | 12 de setembre de 2001 | Socorro              | LINEAR                 |
| 193980 -      | 2001 RL125             | 12 de setembre de 2001 | Socorro              | LINEAR                 |
| 193981 -      | 2001 RB126             | 12 de setembre de 2001 | Socorro              | LINEAR                 |
| 193982 -      | 2001 RK126             | 12 de setembre de 2001 | Socorro              | LINEAR                 |
| 193983 -      | 2001 RE127             | 12 de setembre de 2001 | Socorro              | LINEAR                 |
| 193984 -      | 2001 RU130             | 12 de setembre de 2001 | Socorro              | LINEAR                 |
| 193985 -      | 2001 RQ132             | 12 de setembre de 2001 | Socorro              | LINEAR                 |
| 193986 -      | 2001 RC134             | 12 de setembre de 2001 | Socorro              | LINEAR                 |
| 193987 -      | 2001 RZ135             | 12 de setembre de 2001 | Socorro              | LINEAR                 |
| 193988 -      | 2001 RC137             | 12 de setembre de 2001 | Socorro              | LINEAR                 |
| 193989 -      | 2001 RC141             | 12 de setembre de 2001 | Socorro              | LINEAR                 |
| 193990 -      | 2001 RQ147             | 9 de setembre de 2001  | Haleakala            | NEAT                   |
| 193991 -      | 2001 RA149             | 10 de setembre de 2001 | Anderson Mesa        | LONEOS                 |
| 193992 -      | 2001 RJ149             | 10 de setembre de 2001 | Socorro              | LINEAR                 |
| 193993 -      | 2001 RX150             | 11 de setembre de 2001 | Anderson Mesa        | LONEOS                 |
| 193994 -      | 2001 RE151             | 11 de setembre de 2001 | Anderson Mesa        | LONEOS                 |
| 193995 -      | 2001 RK151             | 11 de setembre de 2001 | Anderson Mesa        | LONEOS                 |
| 193996 -      | 2001 RE152             | 11 de setembre de 2001 | Anderson Mesa        | LONEOS                 |
| 193997 -      | 2001 RM152             | 11 de setembre de 2001 | Anderson Mesa        | LONEOS                 |
| 193998 -      | 2001 RP152             | 11 de setembre de 2001 | Anderson Mesa        | LONEOS                 |
| 193999 -      | 2001 RO153             | 13 de setembre de 2001 | Nashville            | R. Clingan             |
| 194000 -      | 2001 RC154             | 15 de setembre de 2001 | Palomar              | NEAT                   |